# Art de la Troisième Période intermédiaire
Sauf précision contraire, les dates de cet article sont sous-entendues « avant l'ère commune », c'est-à-dire « avant Jésus-Christ ».

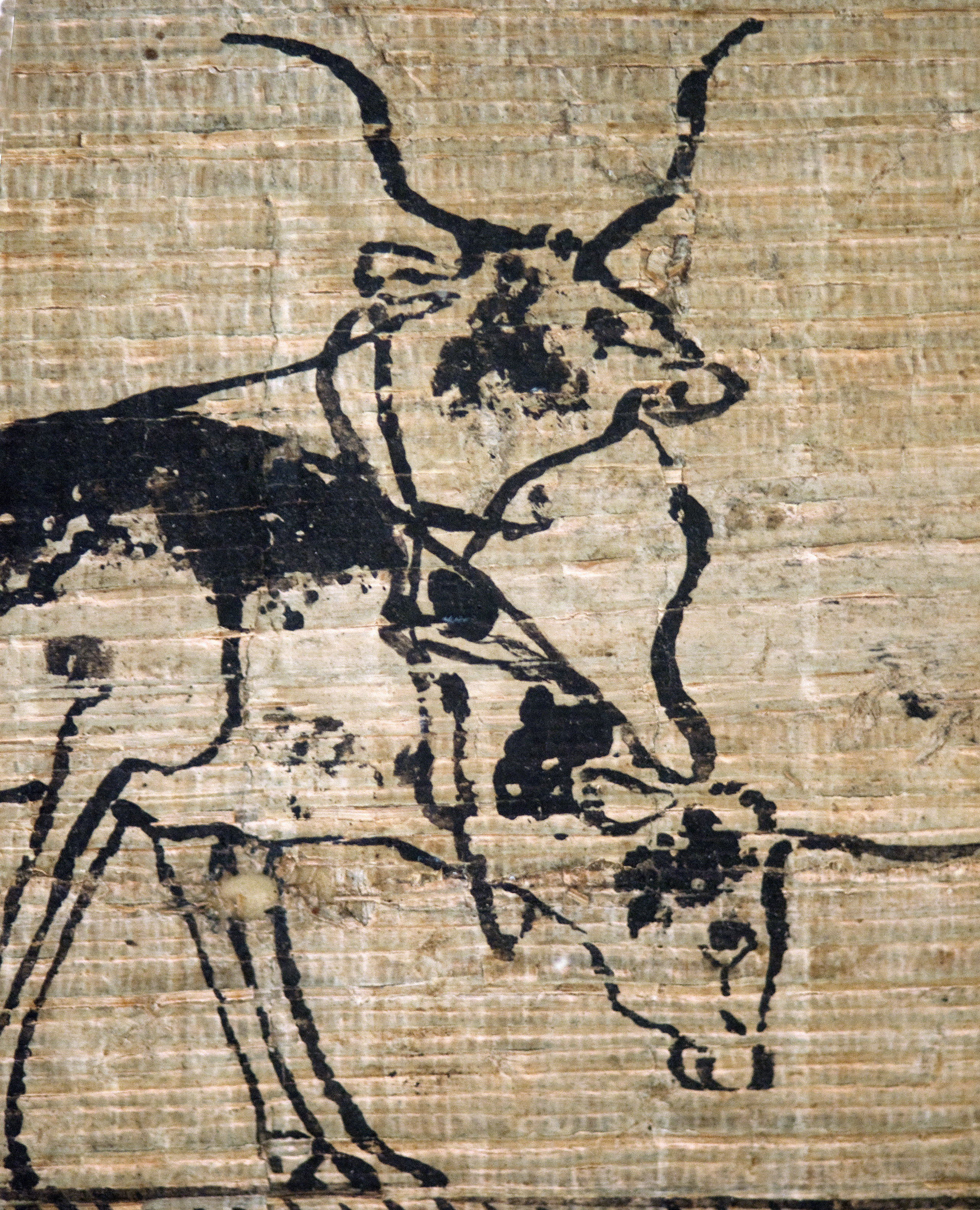
Deux vaches. Détail du Livre des morts de Taiuherit. XXIe dyn. RMO Leyde

L'art de la Troisième Période intermédiaire égyptienne (1069 – 664) s'étend donc sur quatre siècles, sur la période qui va de la XXIe jusqu'à la XXVe dynastie : soit la XXIe dynastie, puis deux dynasties libyennes rivales, la XXIIe à Thèbes et la XXIIIe à Tanis, suivies de la courte XXIVe dynastie saïte (de Saïs), et de la XXVe dynastie dite éthiopienne (ou nubienne). Il est bien difficile de s'entendre sur des critères qui permettraient de fixer le moment de bascule entre la fin d'une époque, plus ou moins instable et le début d'une autre époque, de type  « Intermédiaire », plus instable encore. Aussi, pour certains la XXIe dynastie relève de la fin du Nouvel Empire, alors que pour d'autres on entre dans la Troisième Période intermédiaire.
Cette période de difficultés diverses, au lendemain de la scission entre l'État et le clergé, vit au contact des monuments laissés par les Ramessides de la fin du Nouvel Empire et alors que des souvenirs du style de l'époque amarnienne persistent. Leur pouvoir visuel continuera d'impressionner commanditaires, dessinateurs et sculpteurs jusqu'au VIIIe siècle av. J.-C.
Une tombe de la XXIIe dynastie, qui a échappé aux pilleurs dans la nécropole royale de Tanis, contenait de magnifiques témoins de l'art commandité par le pouvoir qui reflète bien cette situation. Cette tombe a aussi révélé à quel point l'orfèvrerie focalisait toute l'attention. Le bronze doré y tient une place importante. On y étale bien moins de luxe qu'avec Toutânkhamon, mais chaque objet y gagne en clarté, avec des formes fermement définies. L'image du corps, surtout dans la statuaire, prolonge le style naturaliste idéalisant de l'époque ramesside, mais va plus loin. Souvent les différentes parties du corps se trouvent plus nettement caractérisées qu'auparavant. La statuaire de bronze, dans les temples, a pu être recouverte de somptueux effets de matières métalliques polychromes.
Le VIIIe siècle av. J.-C. voit cette période s'achever sous la XXVe dynastie avec un retour à des références très anciennes, en fait, à l'idéal du Moyen et de l’Ancien Empire, c'est-à-dire entre, environ, 1 000 et 1 600 ans auparavant. Ces références archaïsantes se trouvent associées, de manière hybride, à des nuances de style « kouchite », des indices physiologiques propres aux populations nubiennes, et des signes physiques de leur culture, comme le diadème kouchite.

## De laXXIeà laXXIIIedynastie
C'est particulièrement par les arts du métal que cette période se distingue, même si d'autres formes de sculpture ont aussi généré des réalisations singulières. Il faut signaler, cependant, que toute la statuaire royale de la XXIe dynastie a été usurpée de l'époque ramesside. Concernant la fin de la période, « depuis les travaux de Jean Yoyotte, on sait que les monuments des derniers rois de l’époque « libyenne » ont été marqués par l’émergence d’un style archaïsant, tant dans l’épigraphie que dans l’iconographie ».

### Arts du métal
À Tanis, ville fondée en capitale (« La Thèbes du Nord »), par la XXIe dynastie, dans l'est du Delta, une seule tombe de la nécropole royale a été découverte avant les pilleurs de tombes, c'est celle de Psousennès Ier. Comparé à celui de la tombe de Toutânkhamon, le matériel funéraire recueilli est, de beaucoup, moins luxueux, le sarcophage est ici recouvert d'argent, venu des mines d'Asie mineure, des Balkans et d'Espagne ; à défaut d'avoir eu accès aux mines d'or de Nubie, une époque où la Nubie retrouve son autonomie. Mais le masque funéraire en or de Psousennès atteint pourtant la perfection. Toutânkhamon vivait encore à une époque d'apogée, de luxe ; son masque funéraire en or chatoyait de mille couleurs. Le masque funéraire de Psousennès, quoique réalisé dans une feuille d'or plus mince que celle de Toutânkhamon, bénéficie de la relative « simplicité » due à l'absence d'incrustation colorée : les motifs décoratifs en nombre réduit, soulignent les volumes et renforcent leur qualité sculpturale. Psousennès Ier a fait bâtir une grande partie du temple d'Amon à Tanis qui semble avoir été comparable à celui de d'Amon-Rê à Karnak.

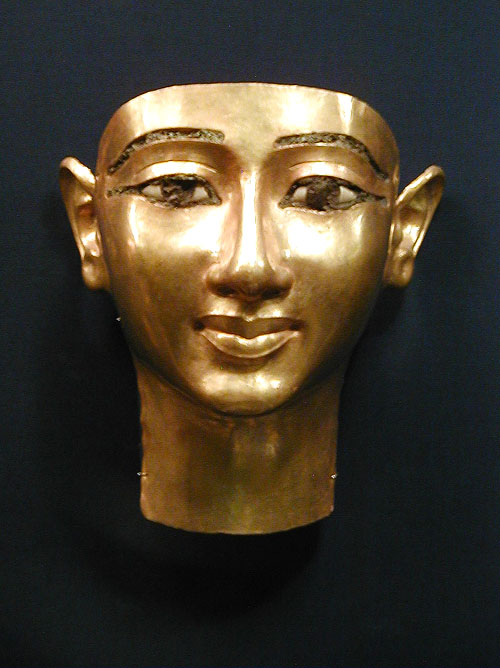
Masque du général et grand prêtre Wendjebauendjed, fidèle serviteur de Psousennès Ier. Or, H. 22 cm. XXIe dynastie. Musée égyptien du Caire
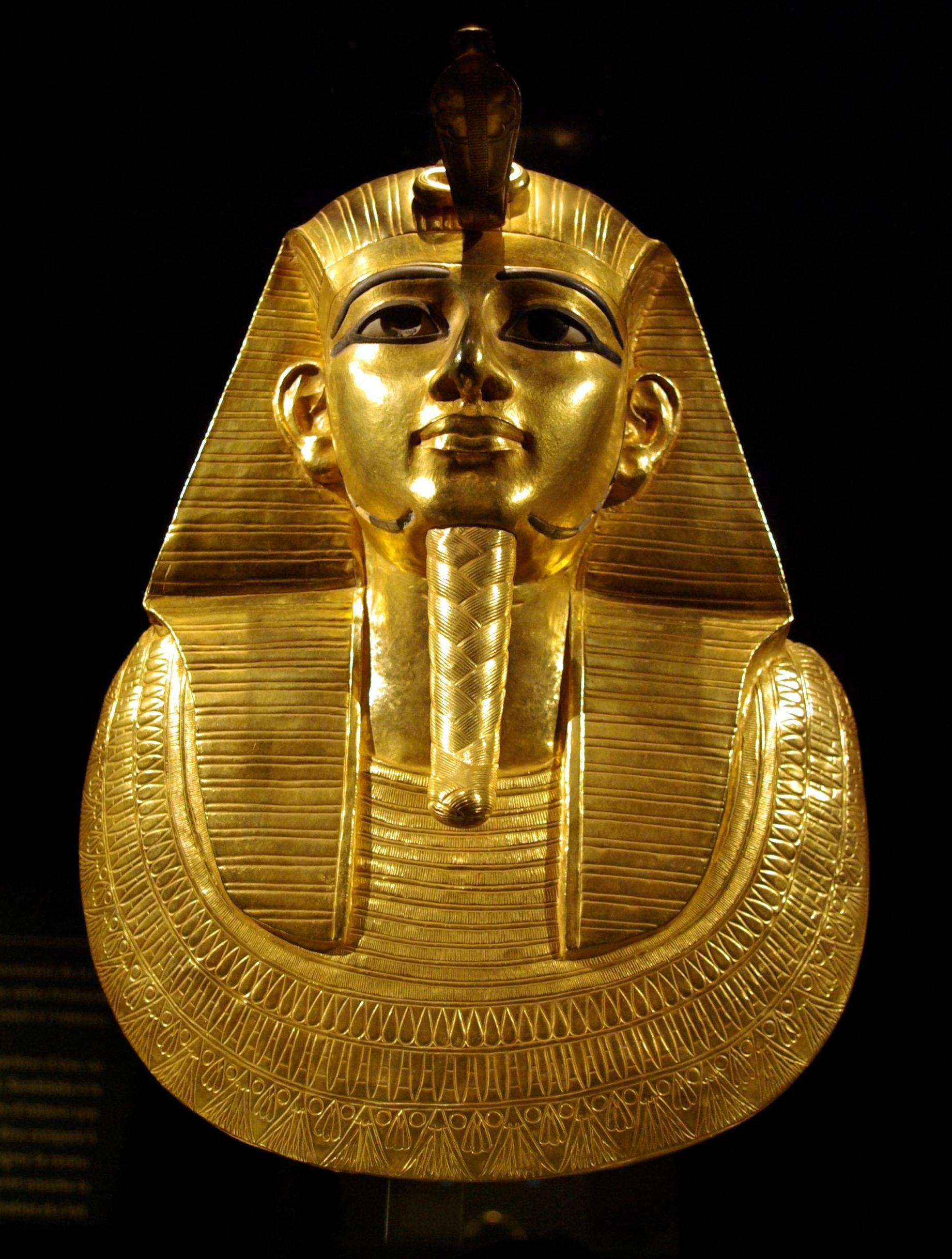
Psousennès Ier, Xe siècle av. J.-C. Masque funéraire. Or, lapis, verre H 48 cm. XXIe dynastie. Musée égyptien du Caire
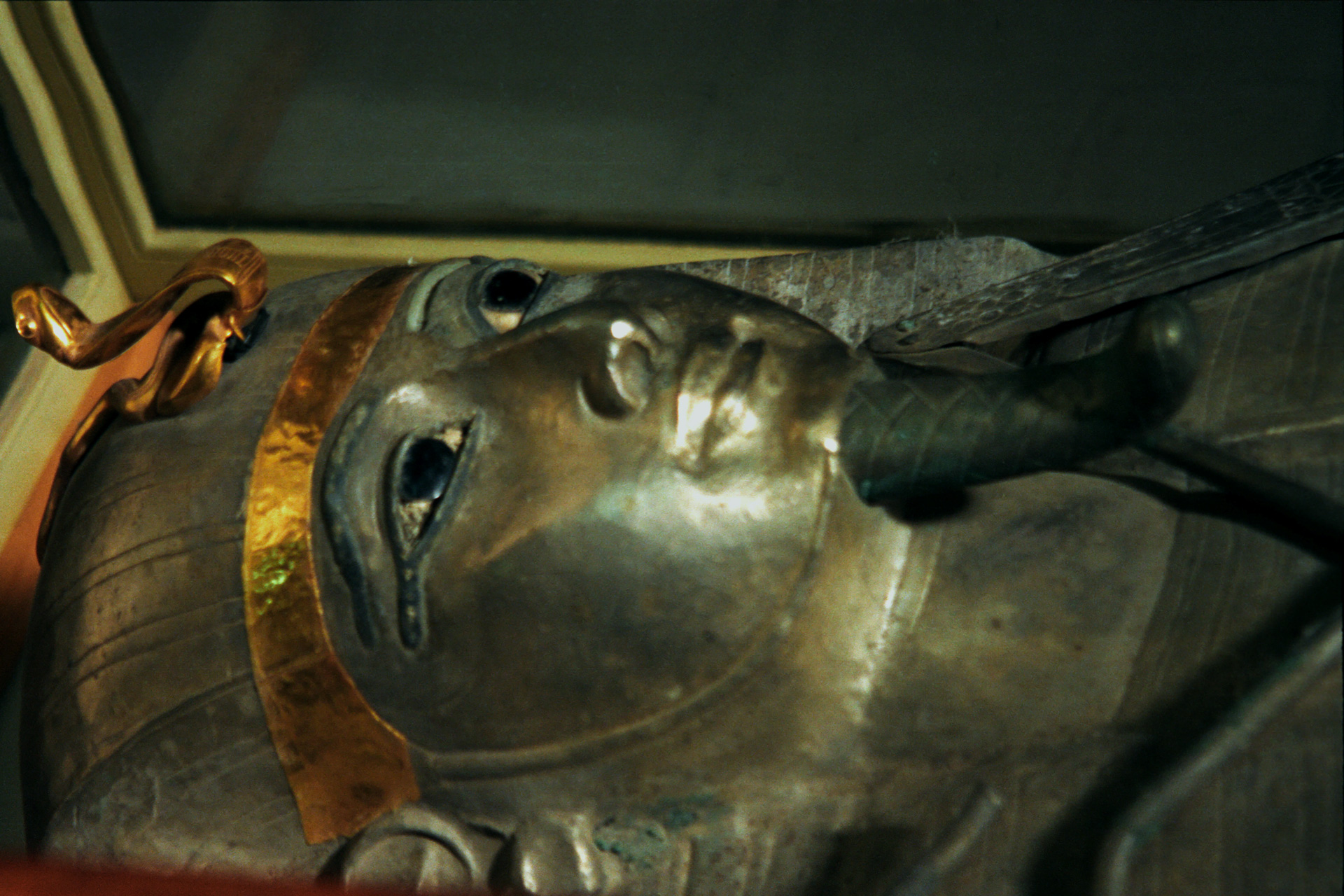
Sarcophage de Psousennès Ier, recouvert d'argent, Xe siècle av. J.-C., XXIe dynastie.
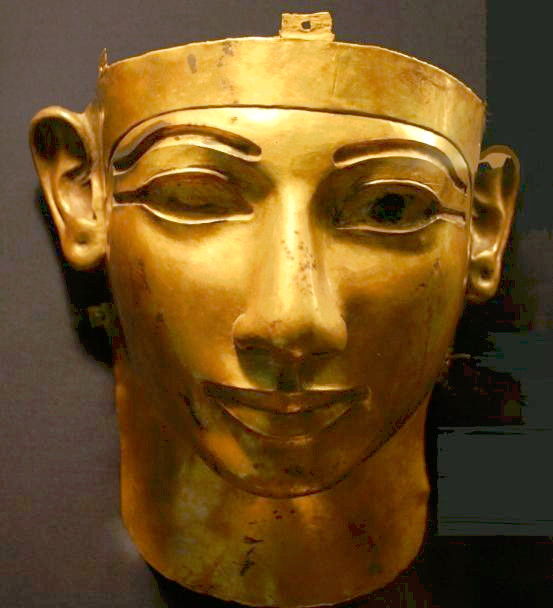
Sheshonq II, pharaon libyen obscur de la XXIIe dynastie. Masque funéraire. Or. Nécropole royale de Tanis. Musée égyptien du Caire
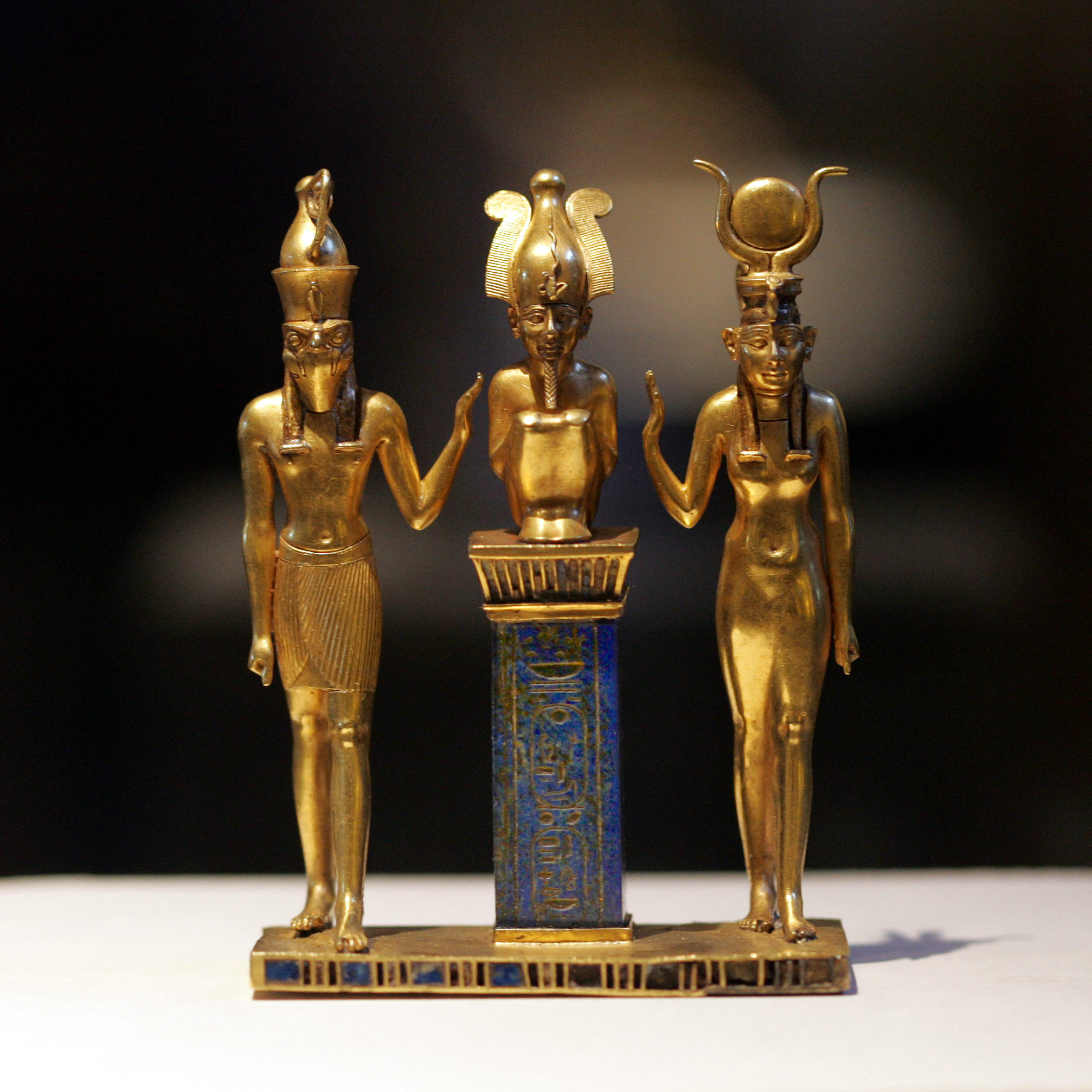
Pendentif au nom du roi Osorkon II : la famille du dieu Osiris, : notice Louvre. Or, lapis-lazuli, verre coloré. H 9 cm. XXIIe dynastie. Louvre
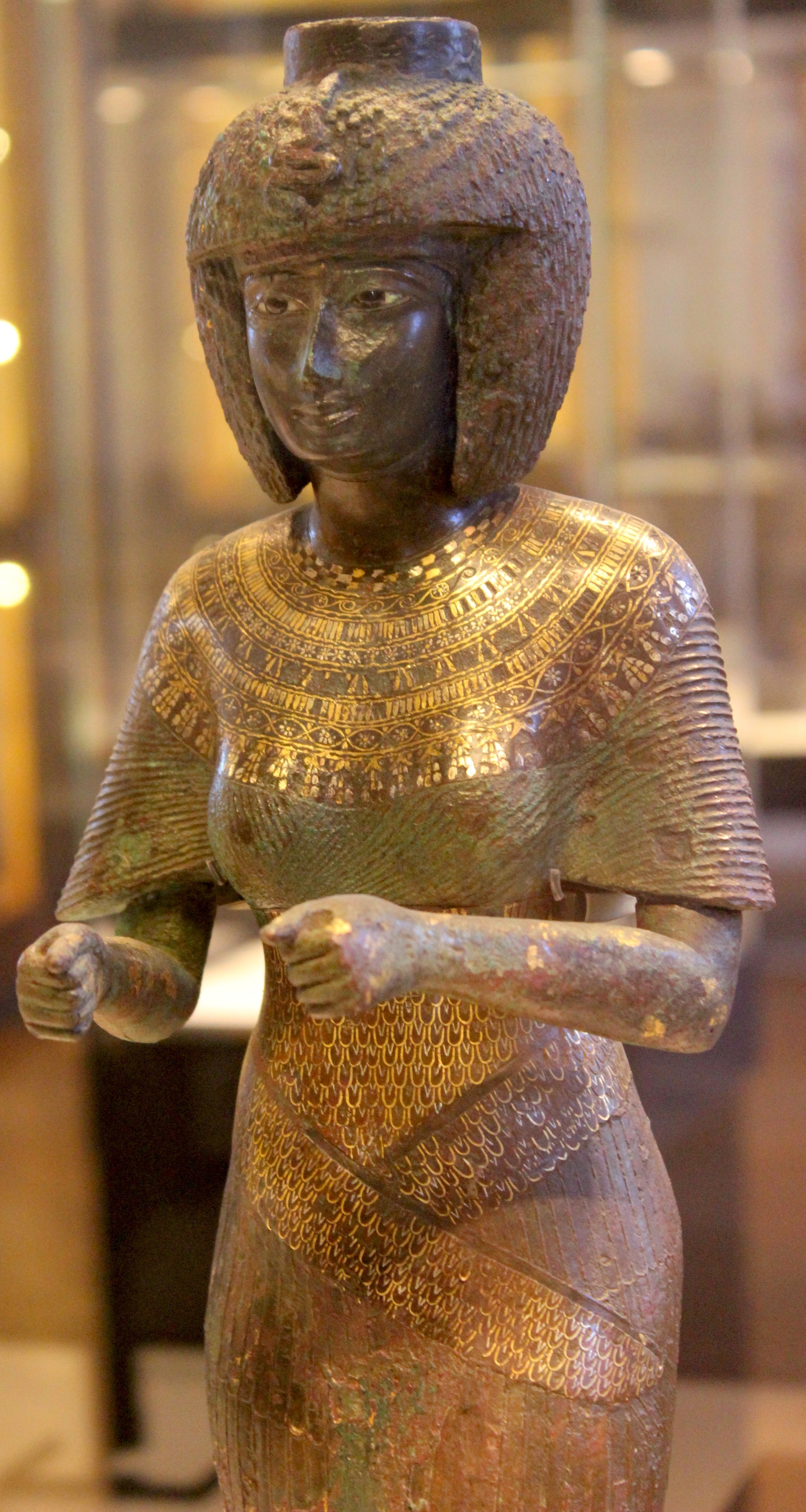
Statue H. 59 cm. Bronze incrusté d'or et d'électrum XXIIe dyn. v. 860. Haute-Égypte Louvre
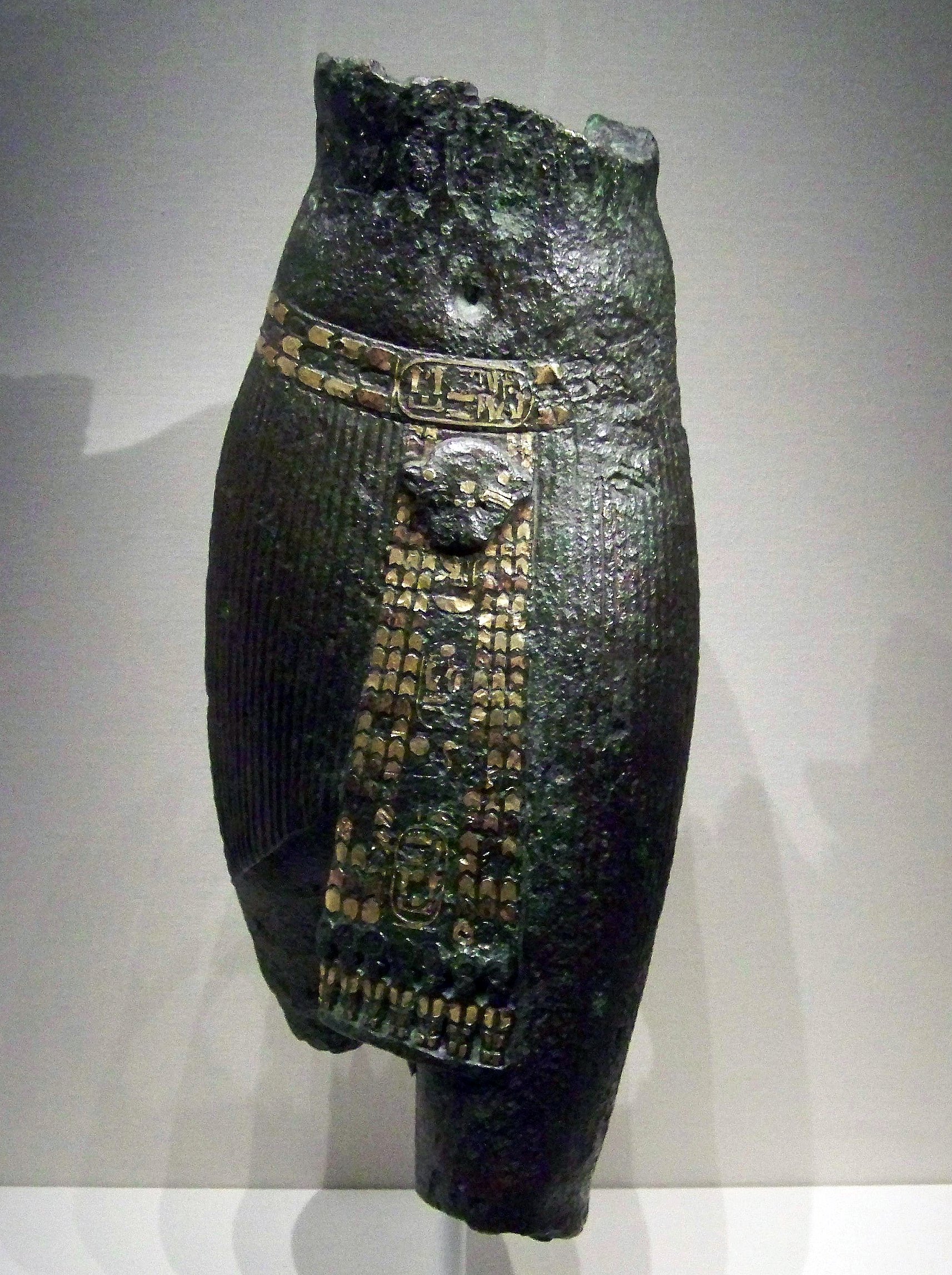
Bronze du pharaon libyen Pétoubastis Ier, XXIIIe dyn., Basse-Égypte. H. 26 cm. Musée Calouste-Gulbenkian

L'étude des bronzes permet d'en retrouver toutes les subtilités que le temps a souvent atténuées ou effacées. Avec la statue de la petite-fille du roi Osorkon Ier, la divine adoratrice, Koromama, des sculpteurs sur bronze ont atteint la parfaite maîtrise des effets colorés par les seuls métaux. Malheureusement le temps en a atténué les effets ; ce chef-d'œuvre a bénéficié d'une étude approfondie. Ce très rare grand bronze (H. 59,5 cm), incrusté d'or et d'électrum, témoigne du très grand art des orfèvres de cette époque. La composition interne de la statue révèle « un assemblage de fonderie sur un noyau sableux recouvert de métal ». Le bronze de surface, la figure, a été coulé à la cire perdue, sur ce noyau. Cette statue prouve surtout, à cette époque, la remarquable maîtrise des pratiques de la polychromie des métaux dans ce type d'objet de prestige. Ainsi la chair était recouverte d'une feuille d'or, mais la robe plissée, ajustée près du corps, est encore décorée par un motif de plumage de vautour étonnant. Une fastueuse parure d'orfèvrerie rayonne sur le haut de ses épaules et la naissance de sa poitrine. L'examen détaillé et les analyses ont révélé une patine artistique noire appliquée sur les incrustations présentes dans les plumes qui décorent la robe, et sur les hiéroglyphes incrustés de la base. Ce procédé était en général observé comme un « fond » sur les objets égyptiens, mais il est ici signalé pour la première fois sur des incrustations. Cette étude démontre aussi que plusieurs alliages cuivre-or sont utilisés pour obtenir une coloration noirâtre sur différents alliages cuivre-or, créant des effets de couleur en partie disparus aujourd'hui. On atteignait, avec de telles subtilités, un très haut degré de sophistication dans la polychromie des métaux.
L'orfèvrerie atteint donc un apogée. Le pectoral du roi Osorkon II, en or massif et lapis-lazuli, montre également avec quel faste cette dynastie étrangère se fait alors enterrer. La dynastie Bubastide doit son nom à la ville de Bubastis (Tell Basta), dans le Delta, capitale des rois de la XXIIe dynastie, pharaons libyens qui l'élevèrent. Le pectoral place Osiris -ici enfant solaire émergeant du lotus primordial- qui prend les traits du roi, entre Horus et Isis. Cette divinité, Isis, dans l'attitude de la marche, porte une robe moulante, une couronne en trois parties, où la couronne hathorique combine un disque solaire et des cornes, avec, éventuellement, des plumes de faucon ou d'autruche. Ce bijou était suspendu par deux petits anneaux placés derrière la tête des deux figures latérales. L'art de cette période se manifeste ici par des visages ronds et le fait que les diverses parties du corps sont bien exprimées. Le torse est analysé en trois parties, la poitrine, la cage thoracique et l'abdomen ; la musculature des jambes apparait plus nettement et cette étude du corps humain devait permettre de repenser la manière de procéder à plus grande échelle et dans la pierre.
Par ailleurs, Bastet, la déesse-lionne, est alors la patronne de ces rois de la XXIIe dynastie, les Bubastides - originaires de Bubastis dont ils firent leur capitale. La ville abritait un temple ancien dédié à Bastet. Son image va se multiplier avec les dynasties suivantes en raison des nombreux hommages que lui rendent les pharaons qui ont réussi à écarter la menace d'une invasion étrangère, et avec l'émergence d'un sentiment nationaliste face à ces menaces d'invasion qui pèsent sur le pays.

### Architecture

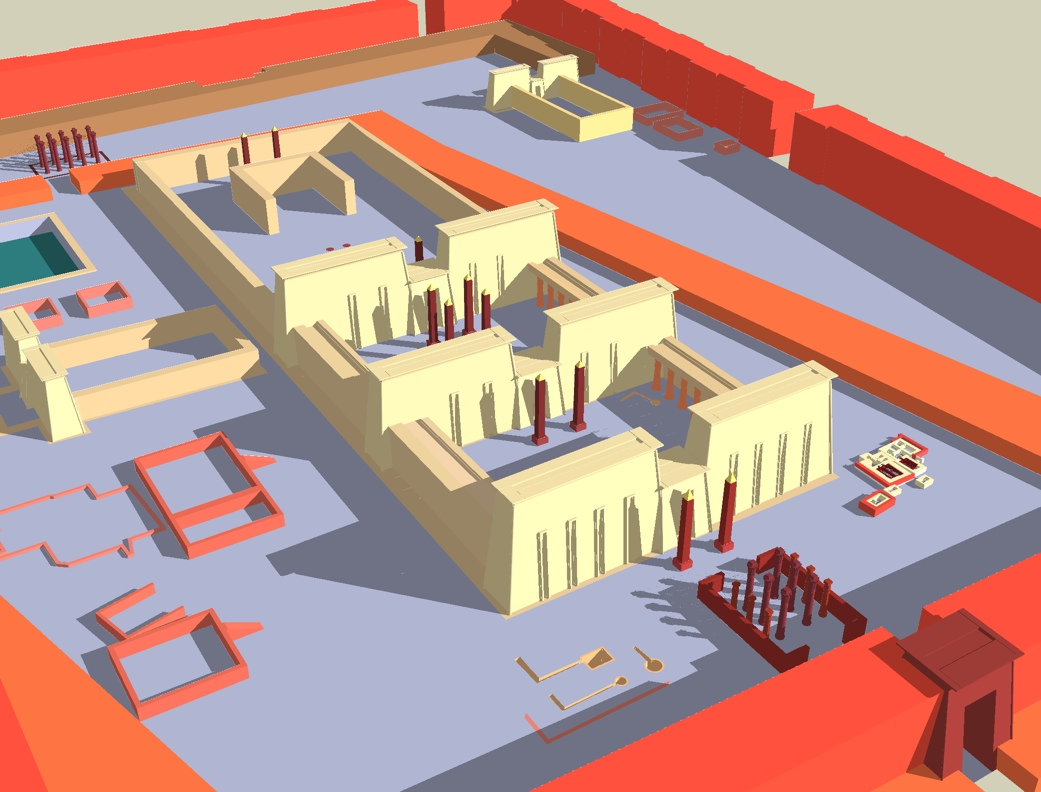
Reconstitution de l'enceinte d'Amon à Tanis
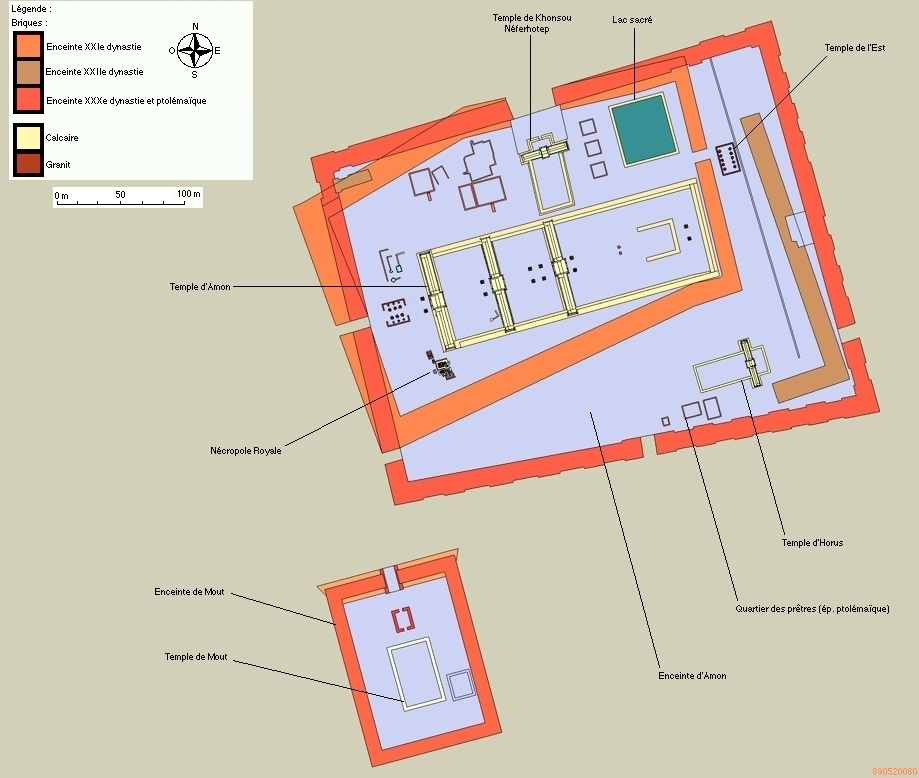
Plan de l'enceinte d'Amon et de l'enceinte de Mout à Tanis
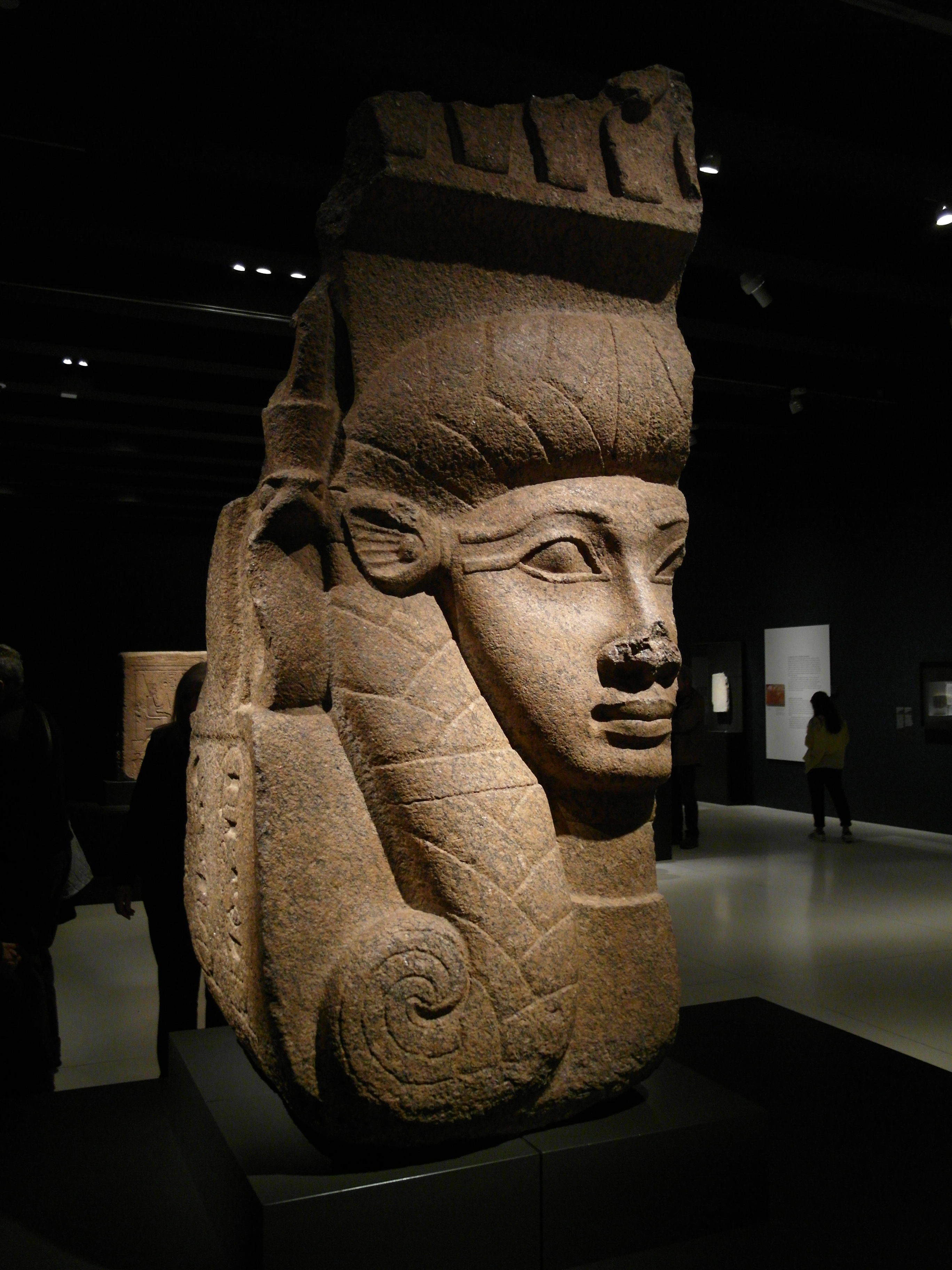
Chapiteau hathorique. Temple de Bastet, reconstruction: règne d'Osorkon II, XXIIe dyn. British Museum

Les pharaons de la XXIIe dynastie ont fait preuve d'une énergie considérable dans leur programme architectural. Non seulement ils restaurèrent ou firent reconstruire le temple de Bastet à Bubastis, dont le grand hall aux colonnes hathoriques édifié par Osorkon II. Ils se réapproprièrent des édifices, ou tout du moins leurs éléments, remontant au Moyen Empire, mais en plus on retrouve leur intervention, le plus souvent de manière magistrale, dans les principaux temples du pays tels Karnak ou Tanis dont les ruines récemment fouillées ont révélé la ville de la Troisième Période intermédiaire, son temple d'Amon aux dix obélisques et un téménos consacré à Mout. Avec le développement de la ville le projet des rois de cette période d'en faire « La Thèbes du Nord » fut presque atteint. Les recherches archéologiques se concentrent sur le téménos de Mout et sur la relecture des résultats anciens au regard des connaissances actuelles.

### Dessin et peinture
Datée de la XXIIe dynastie, la stèle funéraire de Tachémès présente encore la défunte comme une femme aux formes généreuses, ce qui n'est pas commun auparavant. Et d'autre part, la stylisation des formes féminines héritée de la période amarnienne (XVIIIe dynastie) se poursuit : des cuisses très rondes et le nombril souligné d'un pli de chair. Durant cette époque libyenne, les stèles probablement destinées à la chambre funéraire sont, de plus en plus sont remplies de couleurs vives. L'une d'entre elles présente le défunt en harpiste (Louvre). La fin de la période, comme en témoigne le bas-relief d'un des derniers pharaons libyens, Ioupout II, montre des signes d'archaïsme, épaules larges et taille relativement fine, abandon des souplesses de l'époque ramesside et antérieure. D'ailleurs le bas relief véritable, constant dans l'Ancien Empire, a longtemps été remplacé d'autres procédés, le relief en creux ayant été dominant aux XVIIIe et XIXe dynasties. 

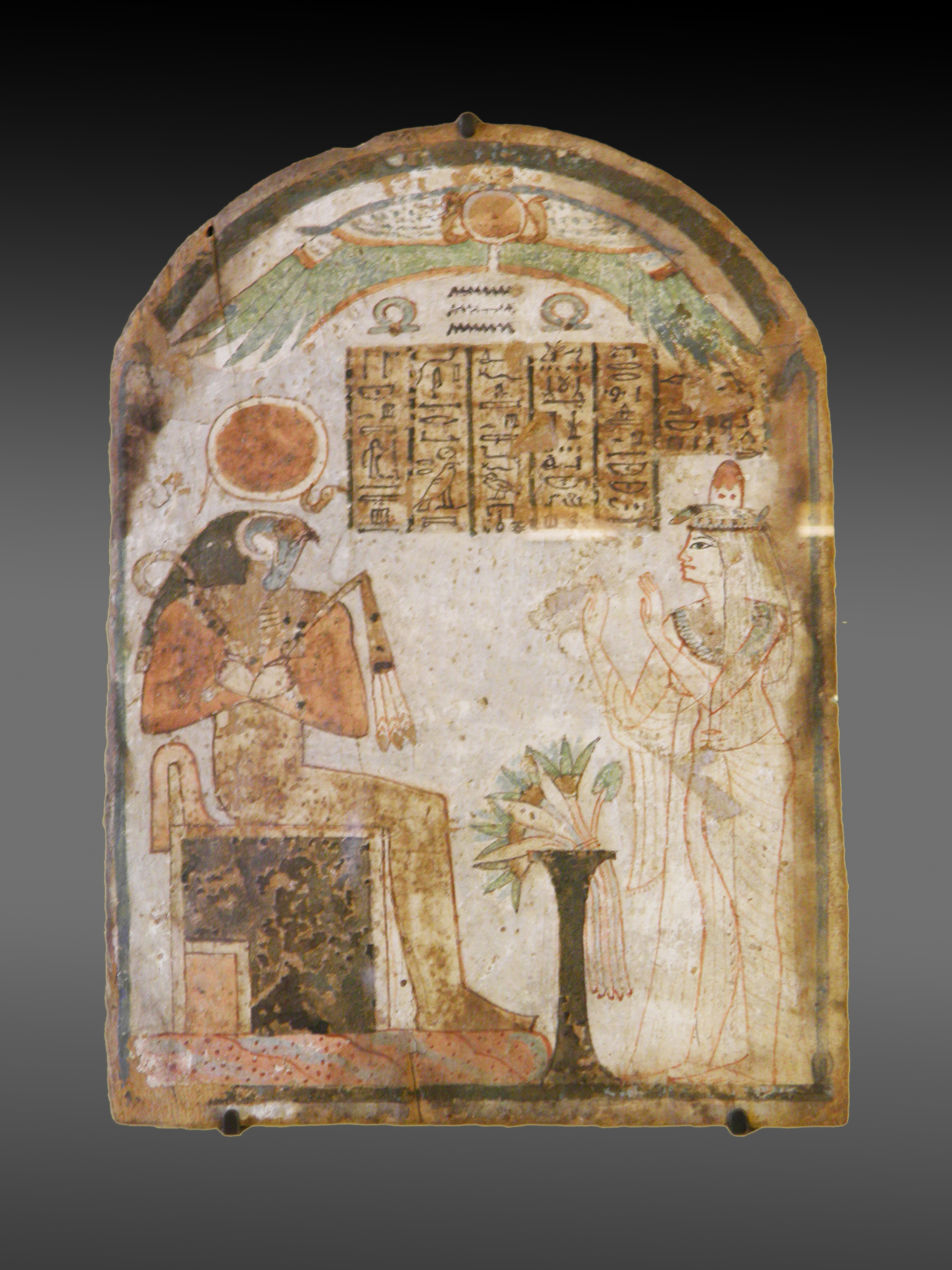
Stèle funéraire de Tachémès en prière devant Rê-Horakhty, v. 900. Bois stuqué et peint. H. 25 cm. Louvre
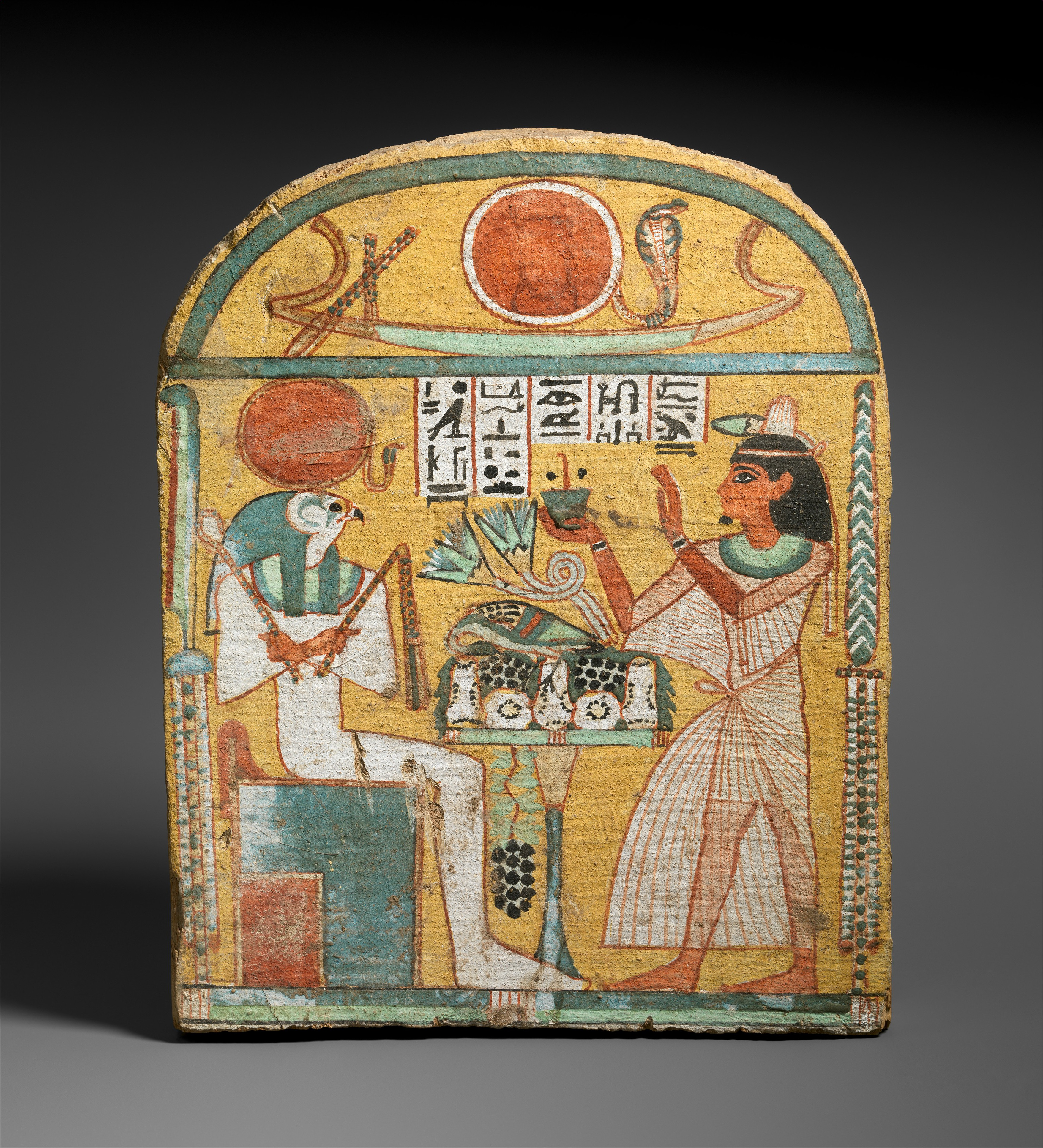
Stèle de Aafenmut. 924–889. H. 23 cm XXIIe dyn. Haute-Égypte, règne d'Osorkon Ier. Met
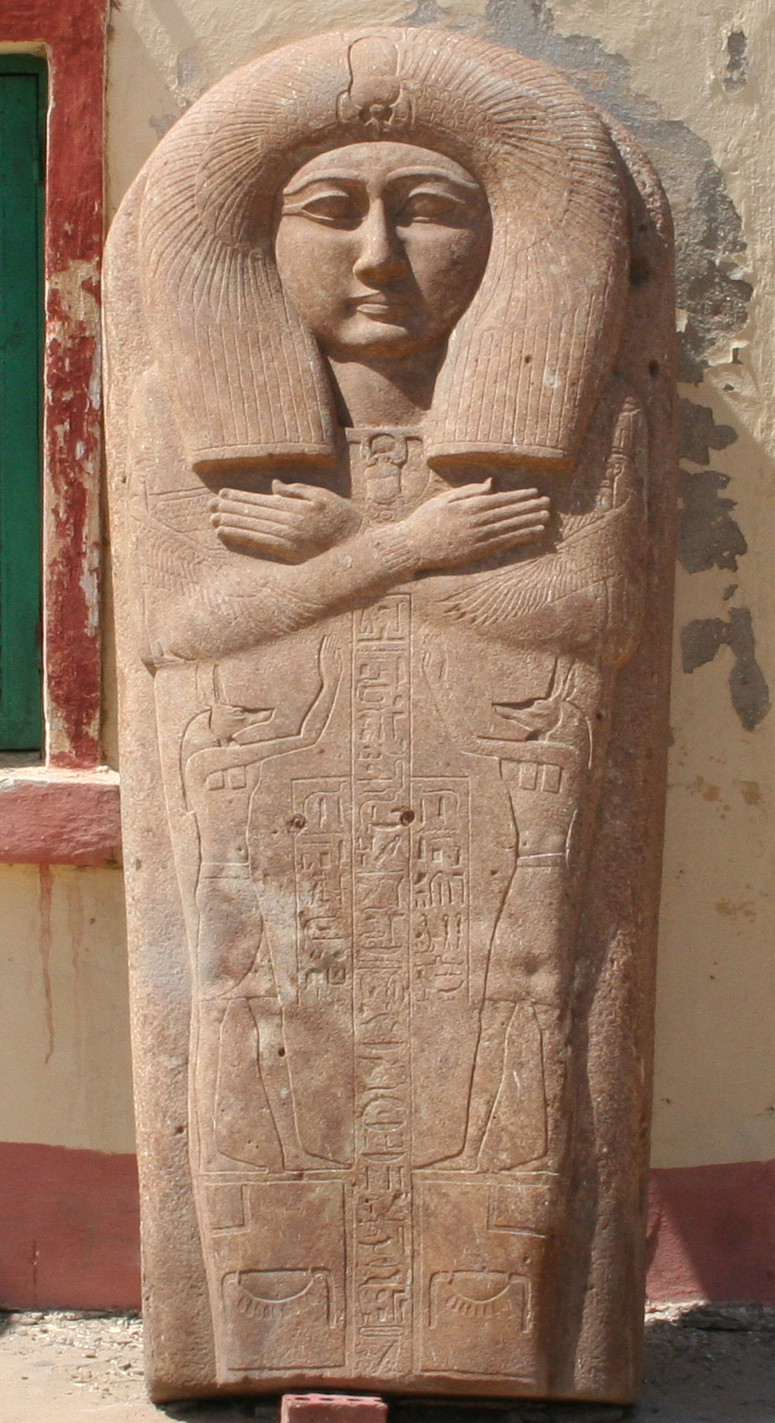
Sarcophage extérieur du fils  d'Osorkon II Pierre, haut relief et relief en creux. Nécropole royale de Tanis
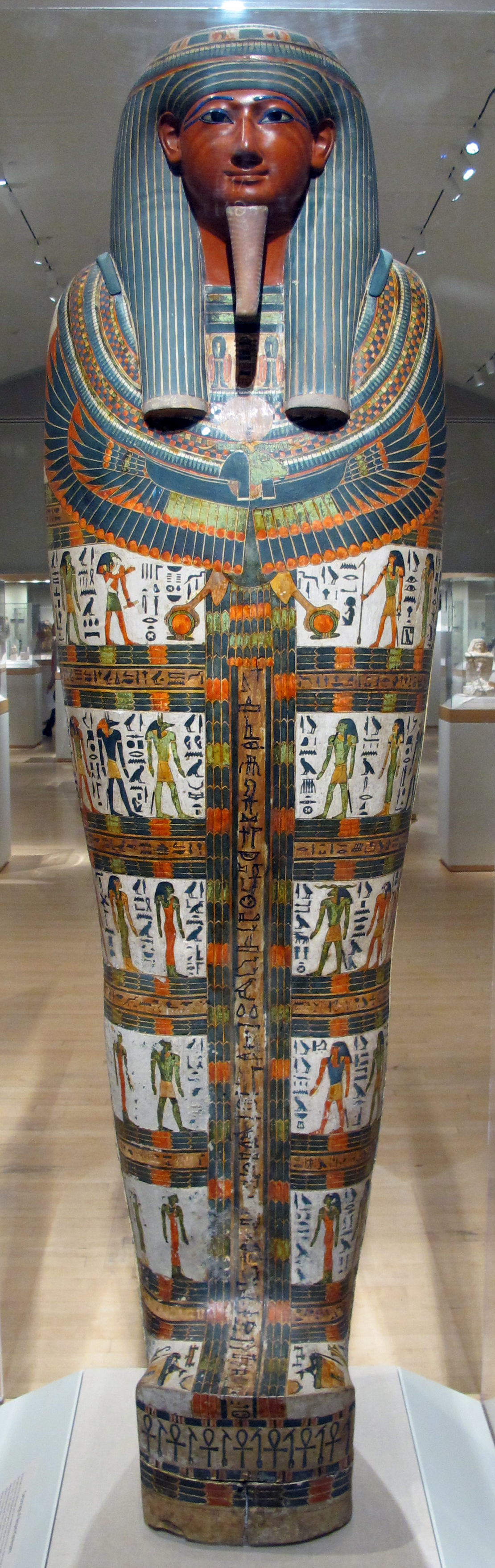
XXIIe dyn. Haute-Égypte
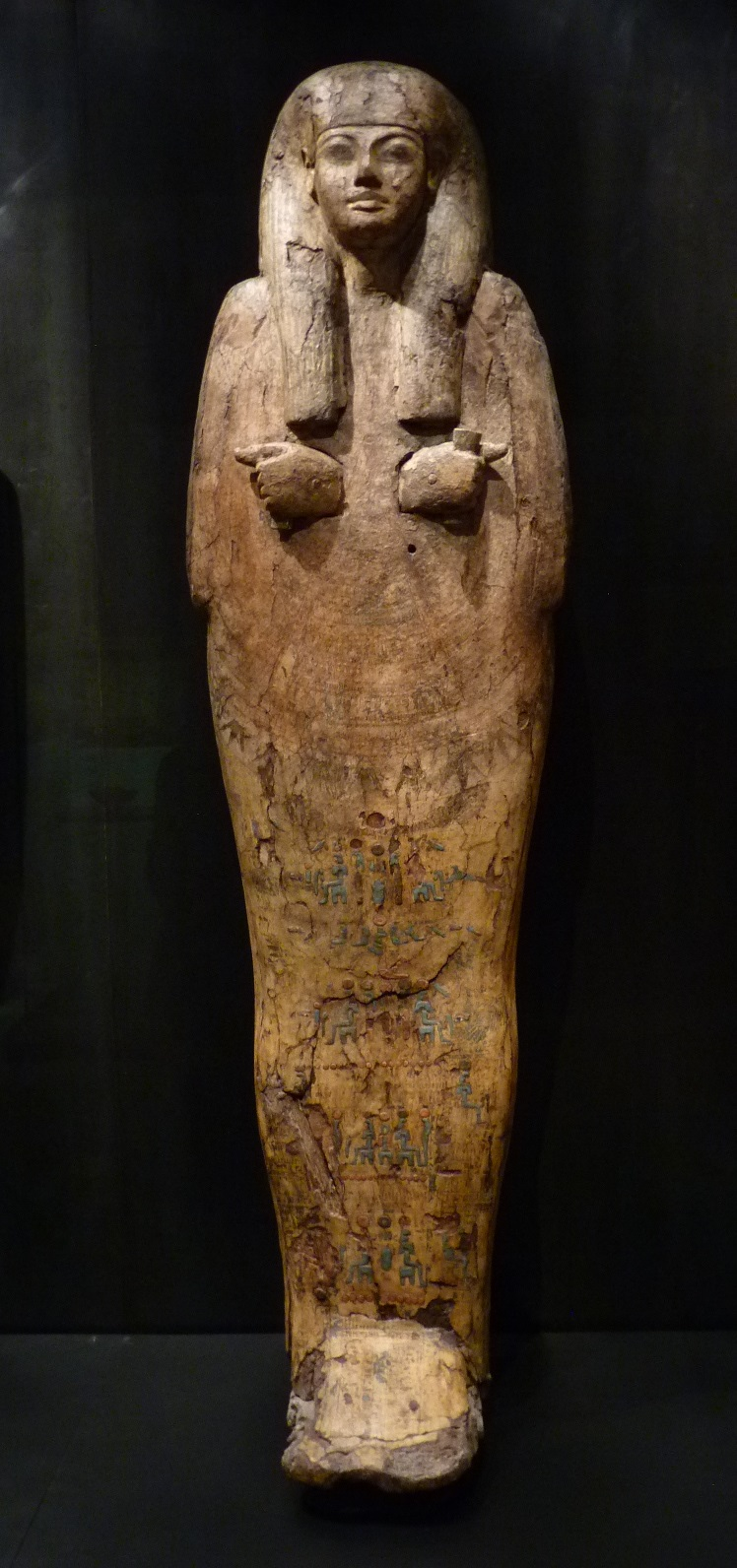
Thèbes. Bois stuqué peint XXIIe dyn. Haute-Égypte
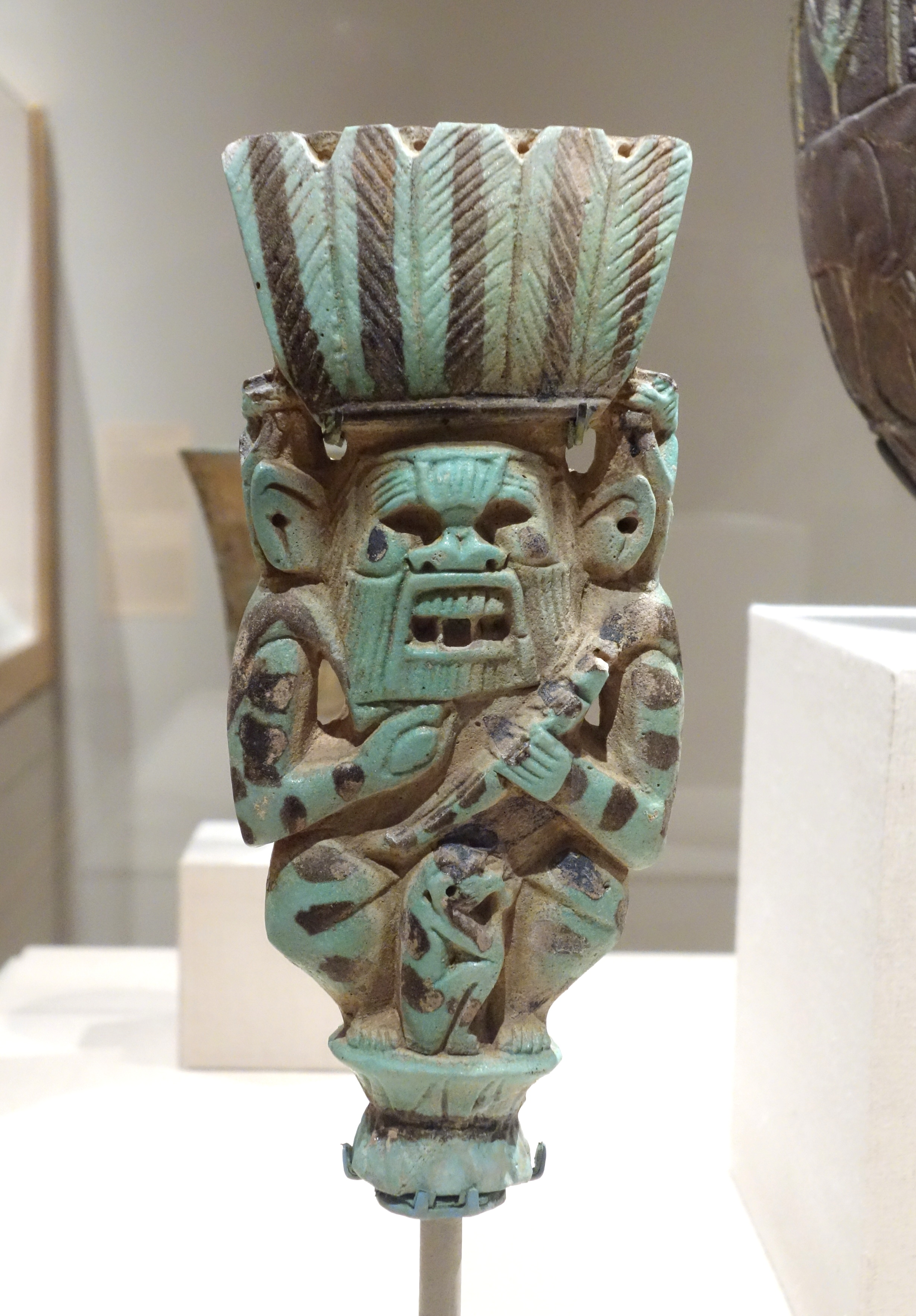
Bès. Dieu protecteur. Terre cuite émaillée XXIIe dyn. Musée de Brooklyn
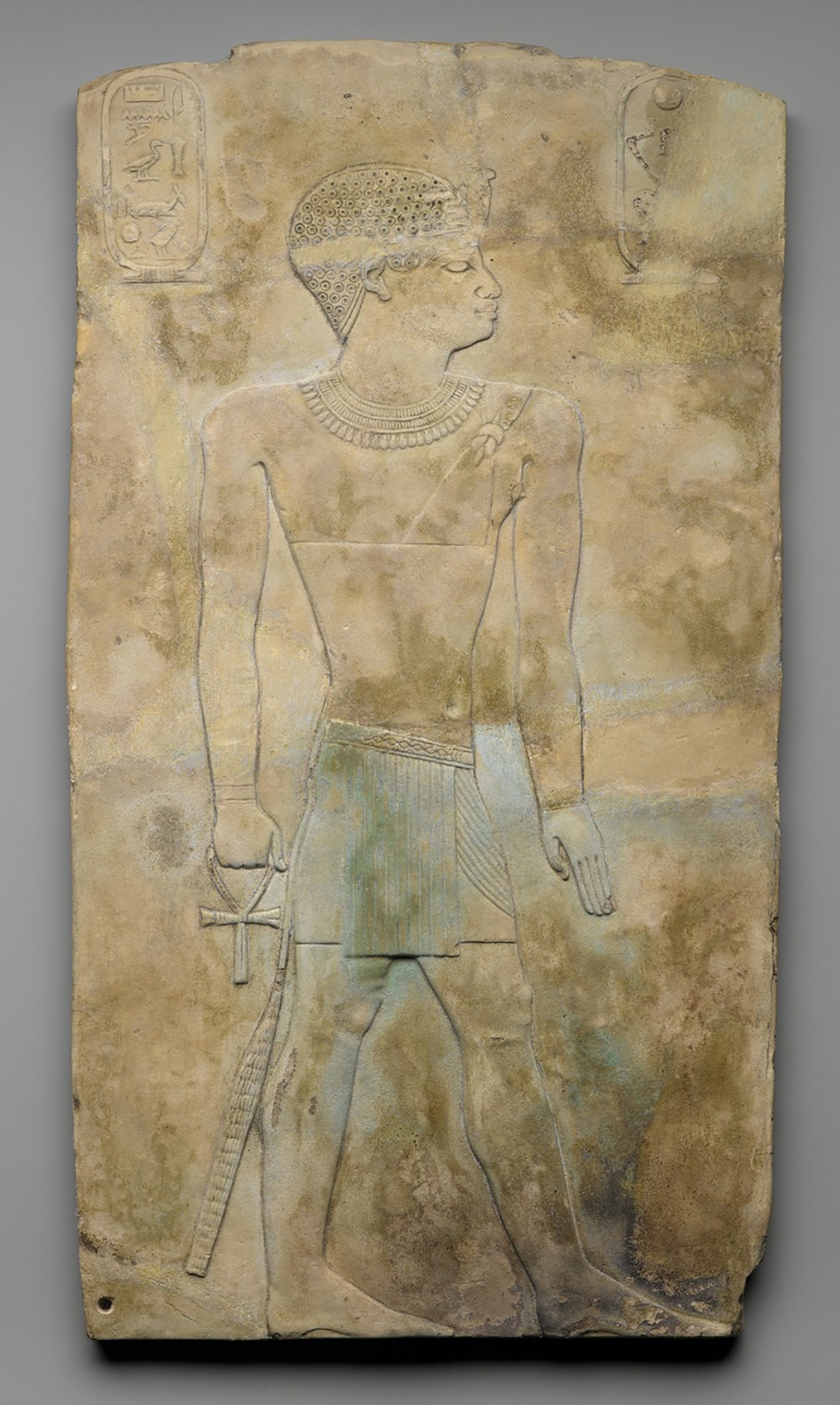
Pharaon libyen Ioupout II, XXIIIe dyn., Basse-Égypte. Bas-relief, H. 29 cm Musée de Brooklyn

Les arts subissent le contrecoup des temps de confusions et de guerres entre Nord et Sud. Dans le Delta, Pi-Ramsès meurt, peu à peu, étouffée par les  alluvions qui s'accumulent dans ce bras oriental du Nil qui n'est plus entretenu. Avec elle, l'activité commerciale et militaire de cette capitale du Nord s'effondre. deux-cents ans après Ramsès II, le cours du fleuve a changé. Psousennès Ier déplace donc la capitale à Tanis, à vingt kilomètres au Nord, le long du nouveau cours du Nil. Le temple de Pi-Ramsès et de nombreuses sculptures monumentales, réalisées à l'époque de Ramsès II, y sont ainsi déplacées. Le style précédent est incorporé aux réalisations contemporaines, dont le style reste proche.
Des difficultés économiques croissantes se signalent dans le domaine de la production des papyrus. Tout en reprenant des formules établies au Nouvel Empire, les compositions multiplient les vignettes dessinées, aux dépens des textes. On emploie souvent des formules graphiques simplifiées (Papyrus de Paser). À ce propos, il est aisé de comparer le papyrus aux offrandes d'onguents, (1100-950, RMO Leyde) avec le papyrus de Paser. Dans le premier, où les formules graphiques sont effectivement simplifiées, mais le texte toujours très présent, c'est l'image qui domine.
Et si l'on compare avec une scène similaire, réalisée pour un scribe de la XVIIIe dynastie (Louvre), au cours du règne d'Amenhotep III - père d'Akhenaton - on mesure l'effet des troubles de cette Troisième Période intermédiaire sur la culture des scribes-dessinateurs et les moyens dont ils disposaient. Au premier regard, la palette des couleurs s'est nettement réduite, le dessin, surtout celui des figures s'est simplifié voire sommairement schématisé sur le papyrus de Paser.  

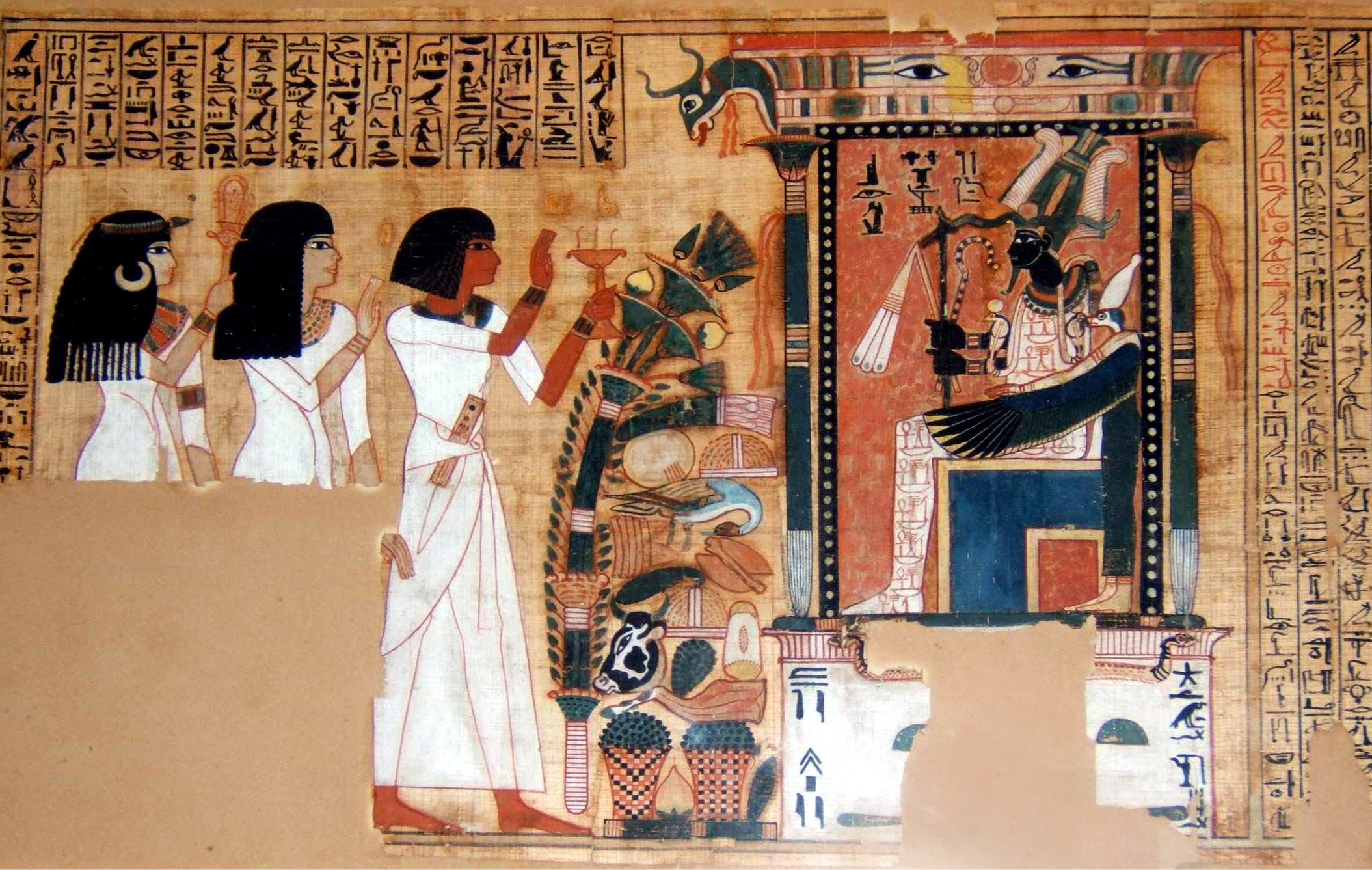
Détail du Livre des Morts du scribe Nebqed, sous le règne d'Amenhotep III, XVIIIe dynastie. Louvre
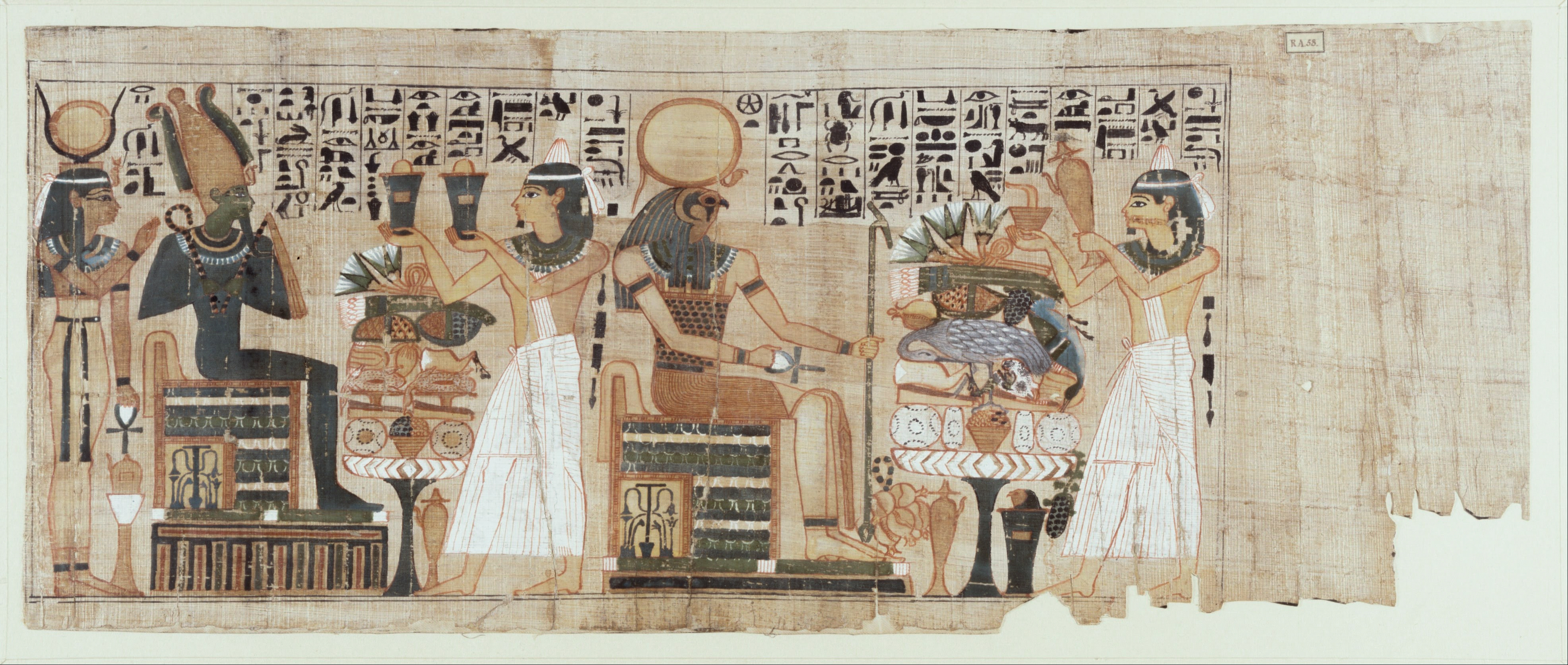
Papyrus aux offrandes d'onguents. 1100-950. RMO Leyde
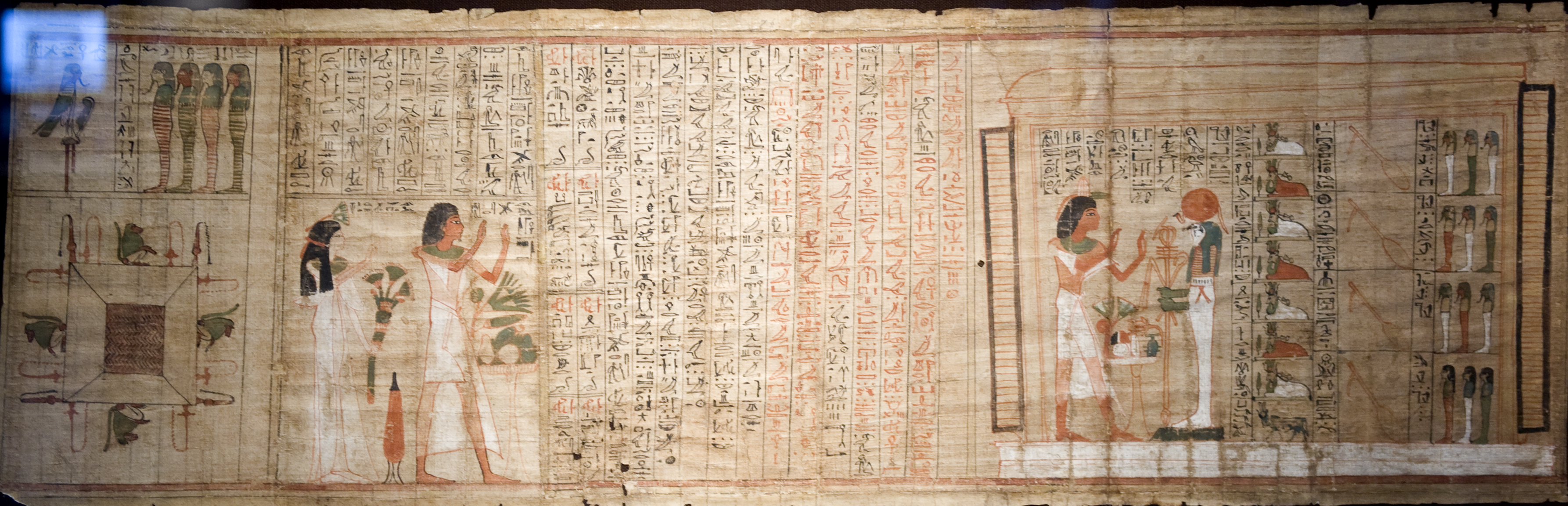
Papyrus de Paser. XXIe dyn. Thèbes Ouest. Papyrus, H. 40 cm. Rijksmuseum van Oudheden RMO, Leiden

## XXIVeetXXVedynasties

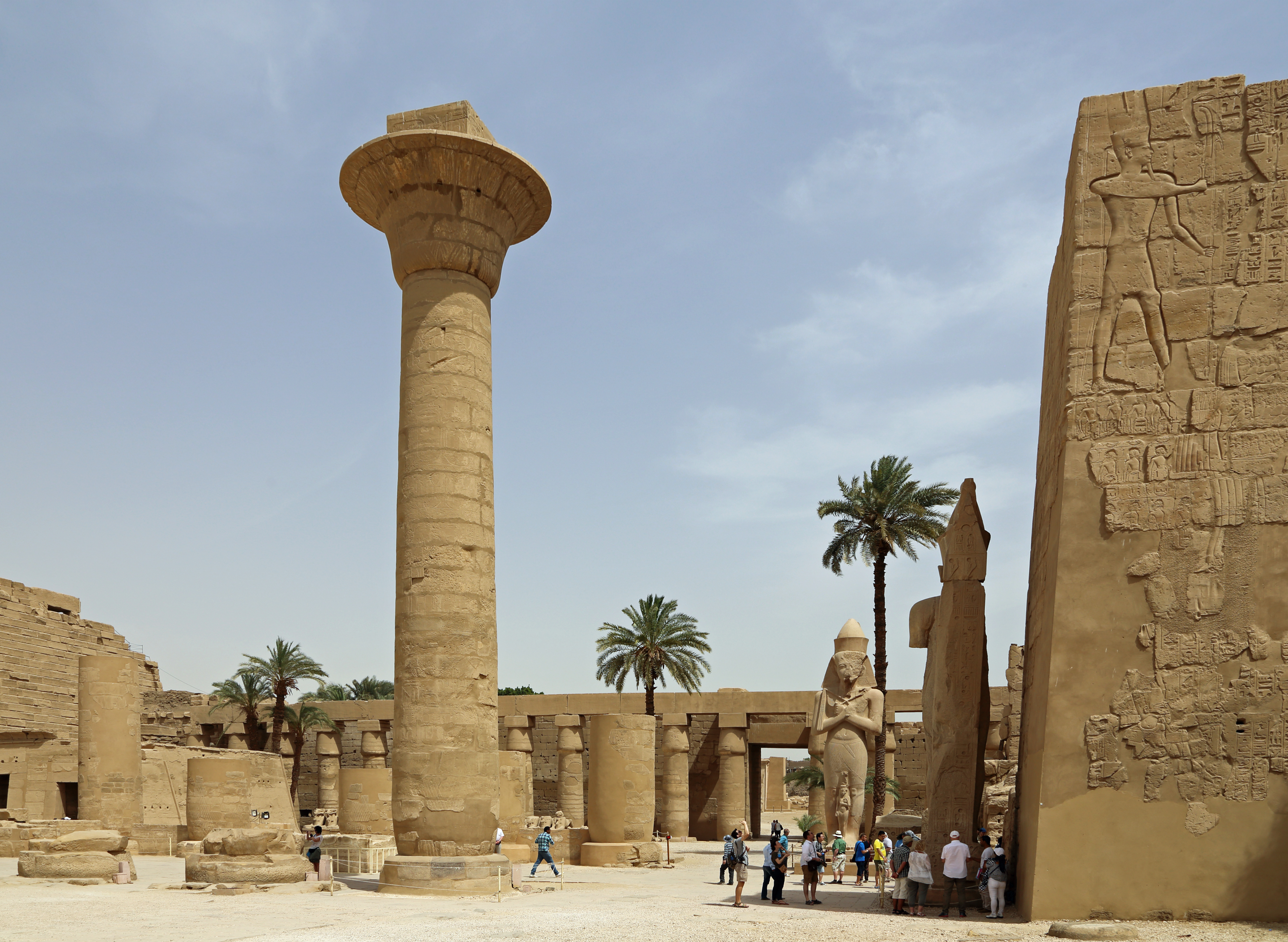
Colonne, H. 21 m. Kiosque[22] de Taharqa (690 AEC), temple d'Amon à Karnak
Statue de la déesse Bastet. XXVe - XXXIes dynasties égyptiennes. Bronze, H. 30 cm. Musée égyptologique de Turin

Dès cette époque, se manifeste une intense activité intellectuelle et artistique. La XXIVe dynastie n'a qu'un seul roi auto-revendiqué, Bocchoris (r. 727-715), Libyen opposé à la dynastie kouchite émergente, la XXVe dynastie, issue du royaume de Koush, en Nubie. Ce royaume est devenu indépendant de l'Égypte aux XIe – Xe siècles, mais il est profondément imprégné de la culture égyptienne, au point que les réalisations de cette époque sont le reflet de cette acculturation.

### Sculpture
Références aux temps anciens : à partir de cette XXVe dynastie, et avec la XXVIe dynastie saïte (664-525, Basse époque), les références vont se chercher dans les formes du passé de l'Égypte, l'idéal de l’Ancien et du Moyen Empires. Ceci peut paraître curieux, en ce qui concerne les pharaons nubiens, mais éloignés des « nouveautés » instaurées par les Ramessides, qui les avaient quelque peu délaissés, les Nubiens en étaient restés aux souvenirs monumentaux laissés lors des périodes anciennes, jusqu'à Sésostris III. La statuette du dieu Hémen et du roi Taharqa (musée du Louvre à Paris, en France) est emblématique de ces effets de styles associés. Dans cet objet, qui figure une scène classique, l'offrande du vin à la divinité, le faucon est clairement traité selon un style archaïsant, tandis que le roi, vêtu d'un pagne de type lui-même archaïque, est en même temps coiffé du diadème kouchite. Le visage du roi, dans cet objet comme dans d'autres portraits, montre bien des caractères physiologiques propres aux populations nubiennes, suivant un naturalisme attentif aux caractères typiques que l'on retrouve constamment dans l'art égyptien.
La référence appuyée, à l'Ancien et au Moyen Empires, donne aux corps de certaines sculptures des épaules larges, la taille étroite, et la musculature accentuée aux genoux et aux jambes (statue colossale de Taharqa). Par ailleurs, le naturalisme du Moyen Empire (sous Sésostris III) sert de référence à des visages de personnages âgés (comme le gouverneur Montouemhat ?), qui avaient disparu précédemment.
On constate, en outre, le retour de la statue cube (vaguement cubique), apparue au Moyen Empire, et d'une singulière qualité, alliant un très grand naturalisme, dans le traitement du portrait, à une sévère économie de moyens. Ce type de statue se rencontre encore sous la XXVIe dynastie. L'image des hommes, sous quelque forme qu'elle soit, est aussi très simple : torse nu et pagne plissé archaïque, et pour les femmes, robe droite près du corps, sans beaucoup d'ornement, comme dans la remarquable statue d'Aménardis). Cette sobriété apparente est d'autant plus surprenante lorsqu'il s'agit d'une divine adoratrice d'Amon, qui dispose d'un pouvoir et de richesses considérables, comme cette Aménardis, dont la statue a été découverte par Auguste Mariette en juillet 1858 dans le temple de Montou à Karnak.

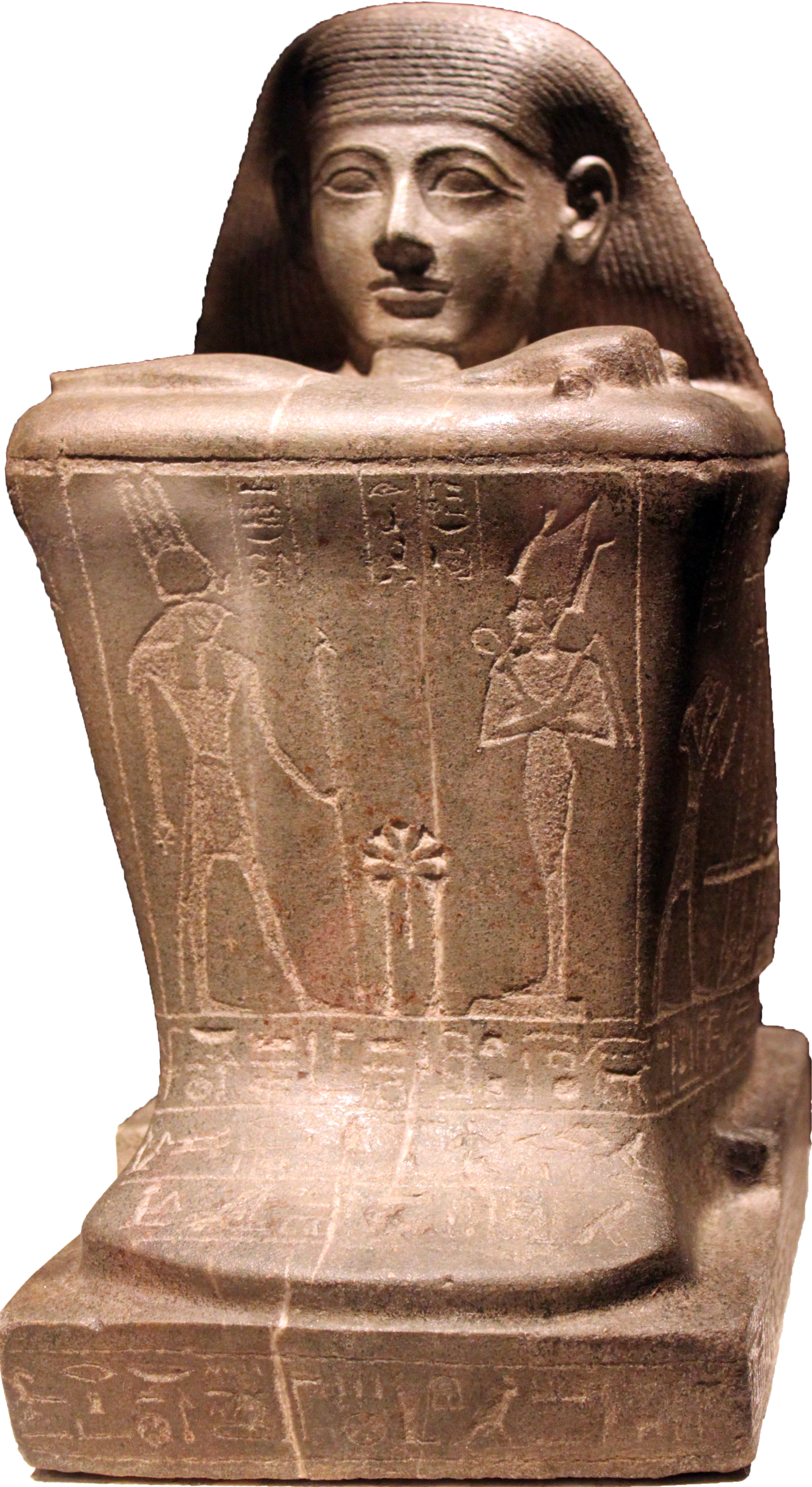
Statue cube d'un prêtre d'Amon, à Karnak, v. 775. Neues Museum
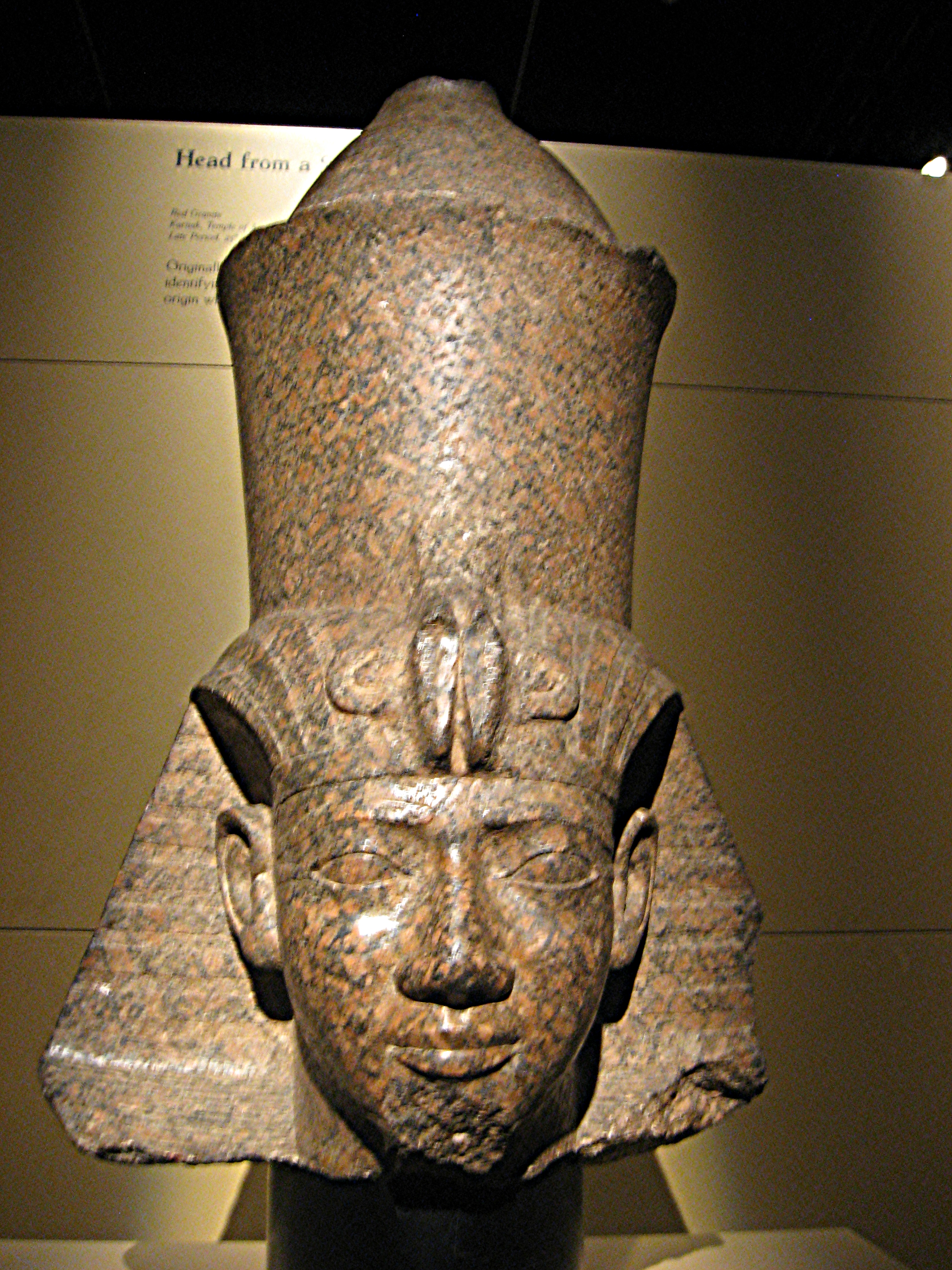
Chabaka (716-702), roi de Koush (Nubie), Musée égyptien du Caire
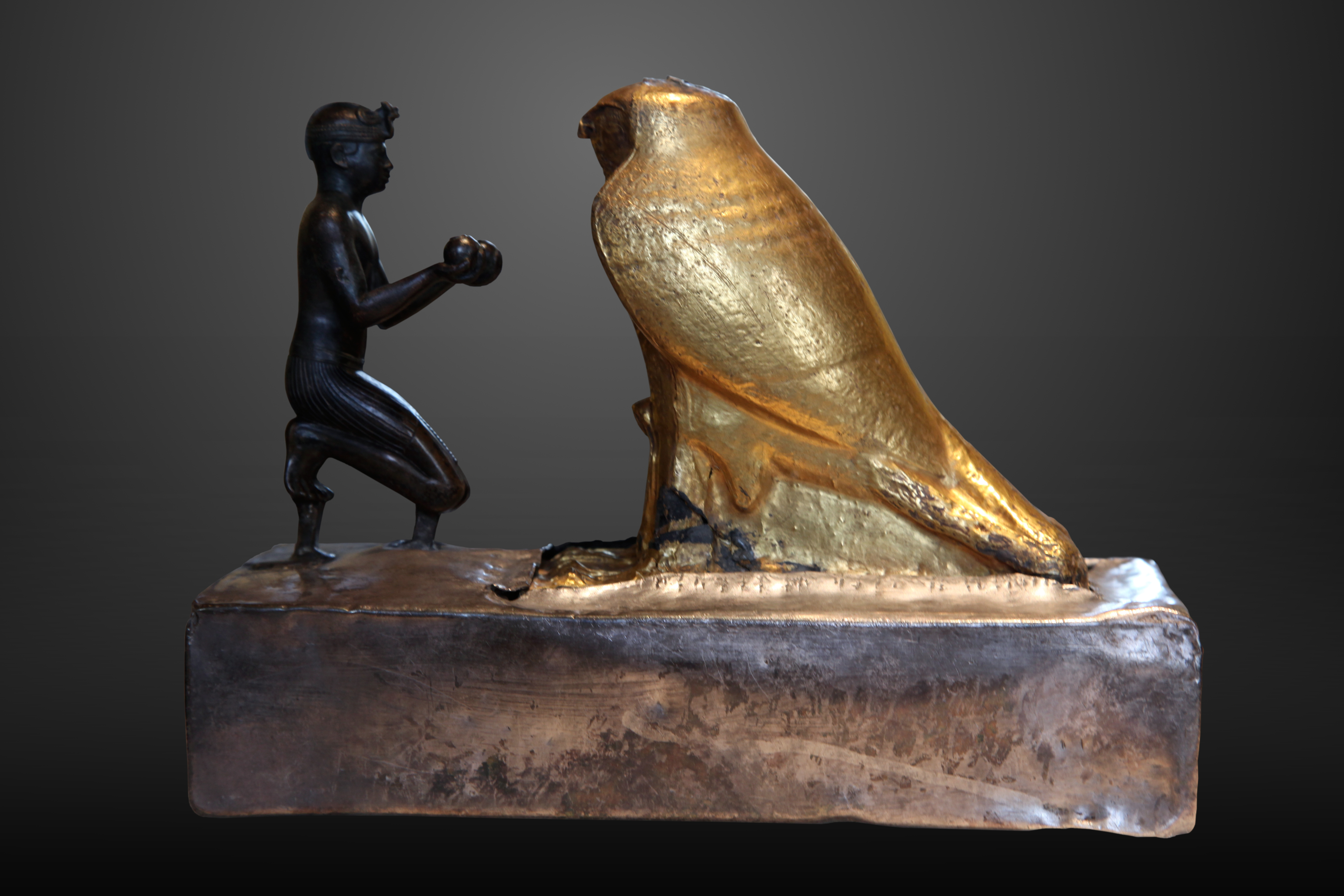
Taharqa offre des vases de vin à Hemen. Bronze (roi), grauwacke plaquée d'or (Hemen), socle en bois plaqué d'argent, H. 19,70 cm. XXVe dyn. Louvre
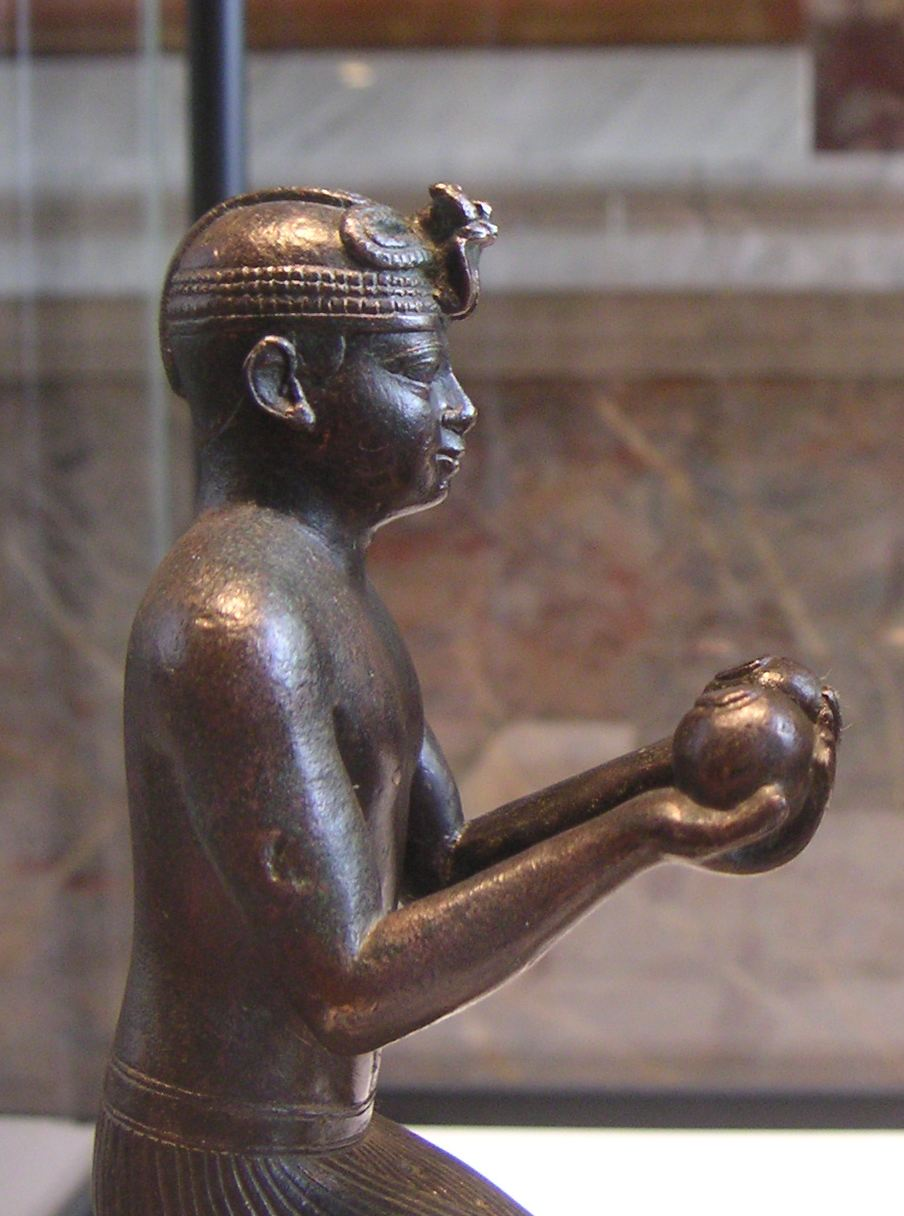
Détail
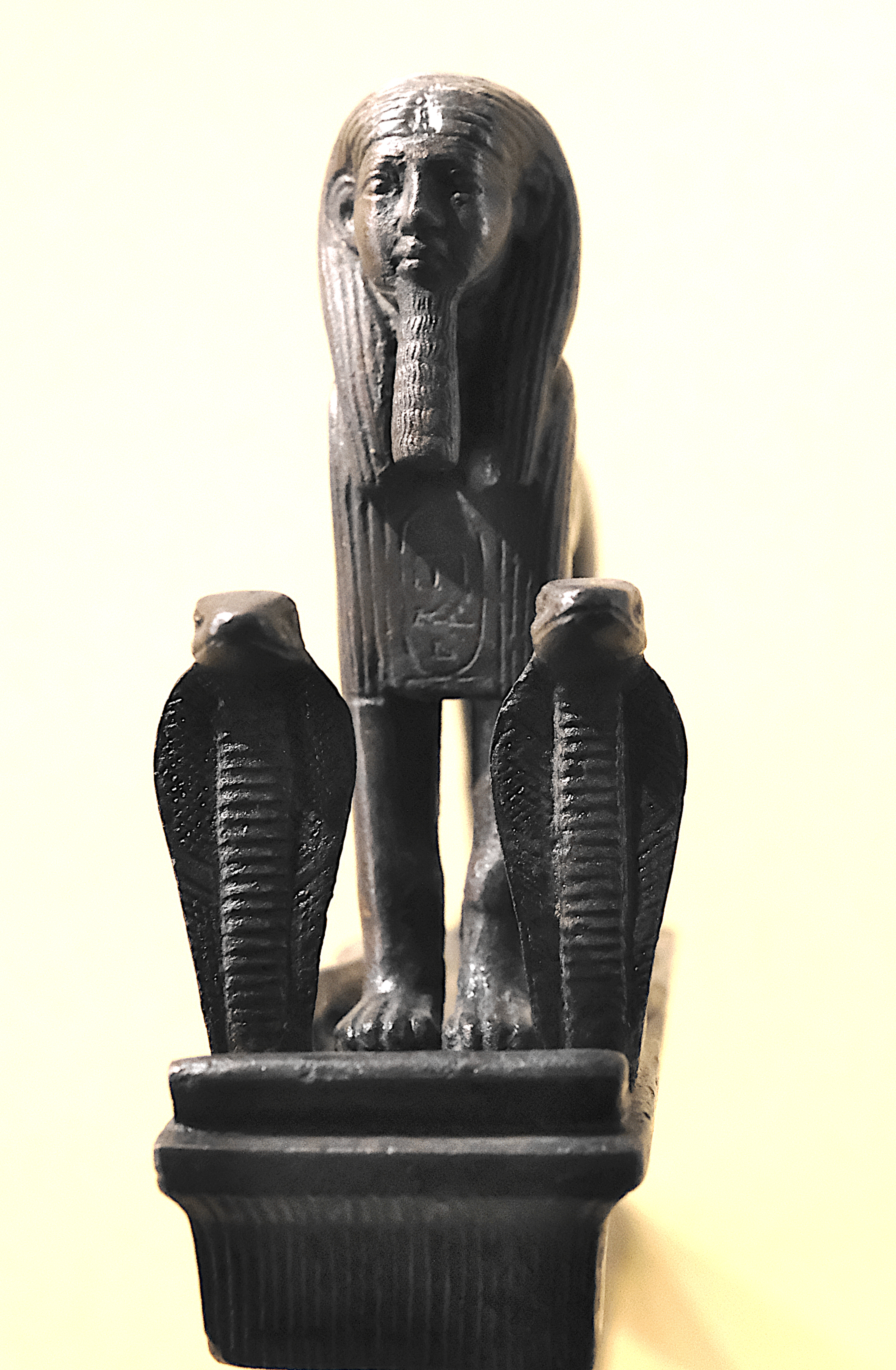
Le roi Taharqa représenté en sphinx (détail) - Louvre (E3916).
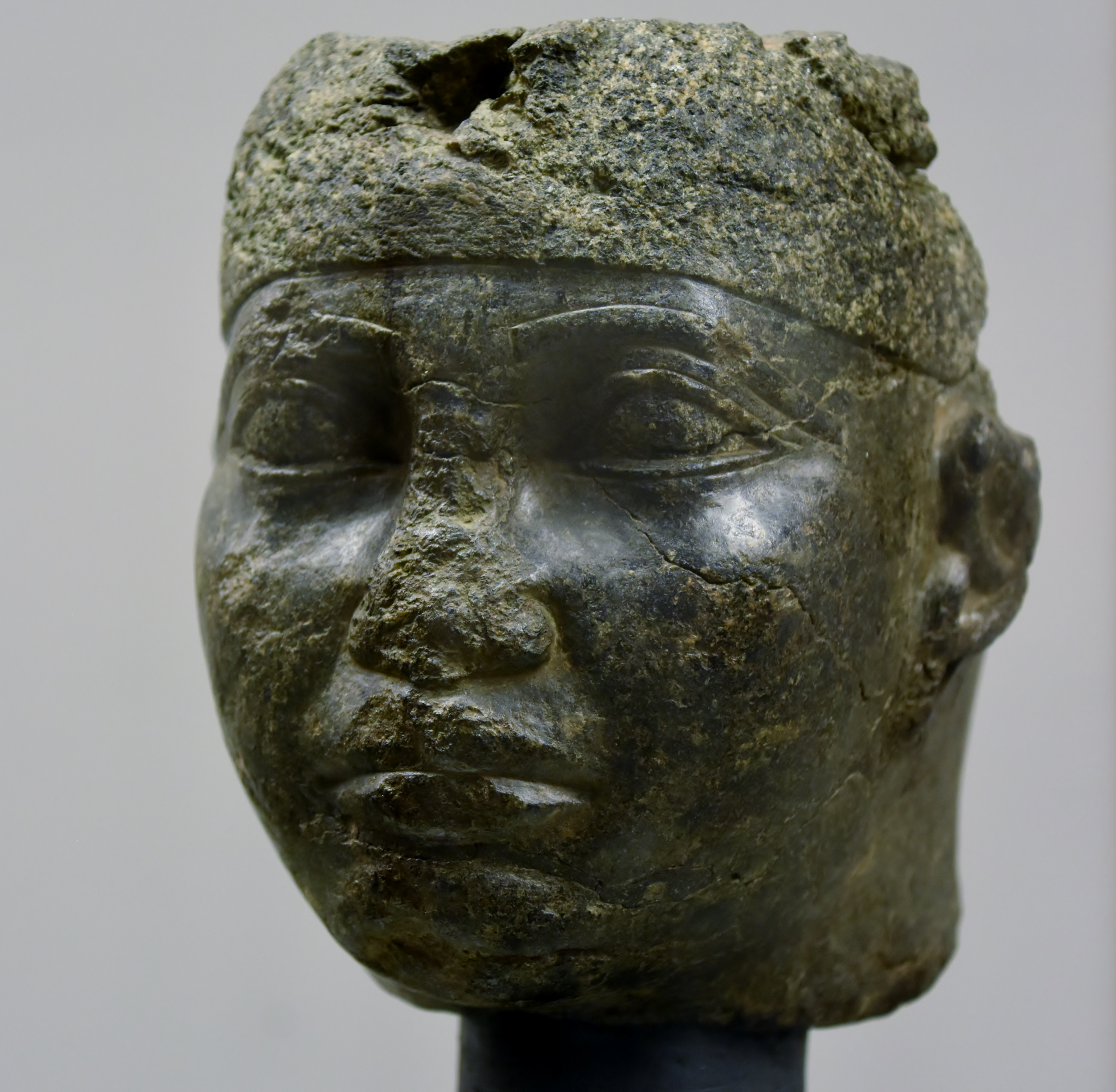
Le pharaon Taharqa v. 690-64, Nubien du royaume de Koush, Ny Carlsberg Glyptotek
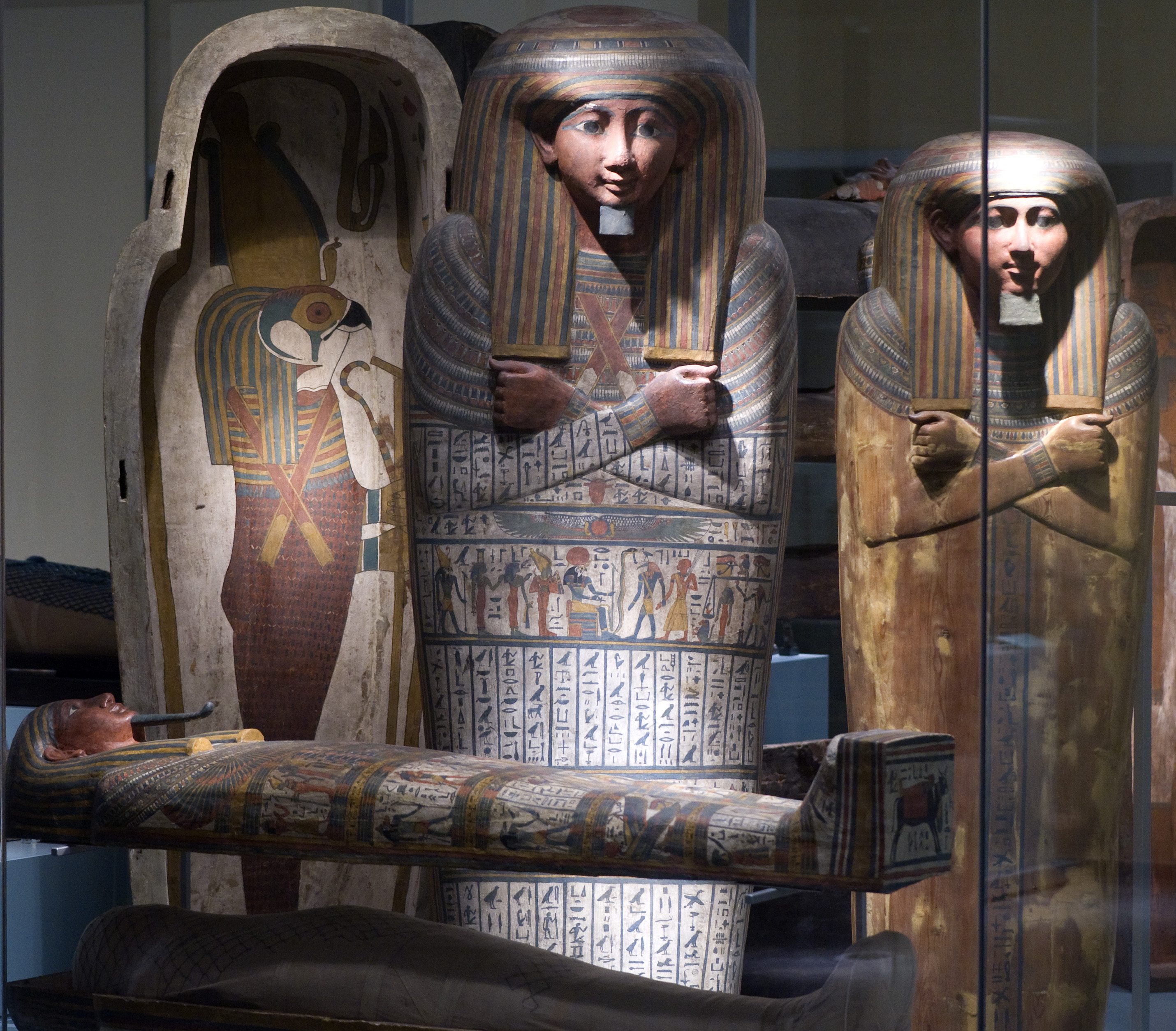
Tombe de Petisis, XXVe dyn., momie, sarcophages anthropomorphes interne, intermédiaire et externe, Rijksmuseum van Oudheden, Leyde

Les arts du métal continuent de produire des chefs-d'œuvre, ainsi le coffret de Chepenoupet II, fille du roi Piânkhy, et divine adoratrice d'Amon, d'une composition parfaite, aux grands yeux oudjat.
Une prolifération de petites statues royales, non royales et divines se sont conservées, en particulier celles en métal. C'est probablement le résultat d'une nouvelle attention portée à de nombreux temples locaux, où se manifestent les aspirations politiques, l'identification sociale et la production artistique. Les images du roi, libérées de la contrainte d'une règle unique pour tous, apparaissent beaucoup plus, et sur un plus grand nombre de supports. La fragilité perçue de la royauté, ou du moins de ses manifestations terrestres, peut avoir contribué à la montée en puissance des mythologies associant le roi à l'enfant divin Horus. L'image d'Isis soignant Horus, qui est finalement devenue dominante, est formulée à cette époque comme une extension de l'image des déesses soignant le jeune roi. 

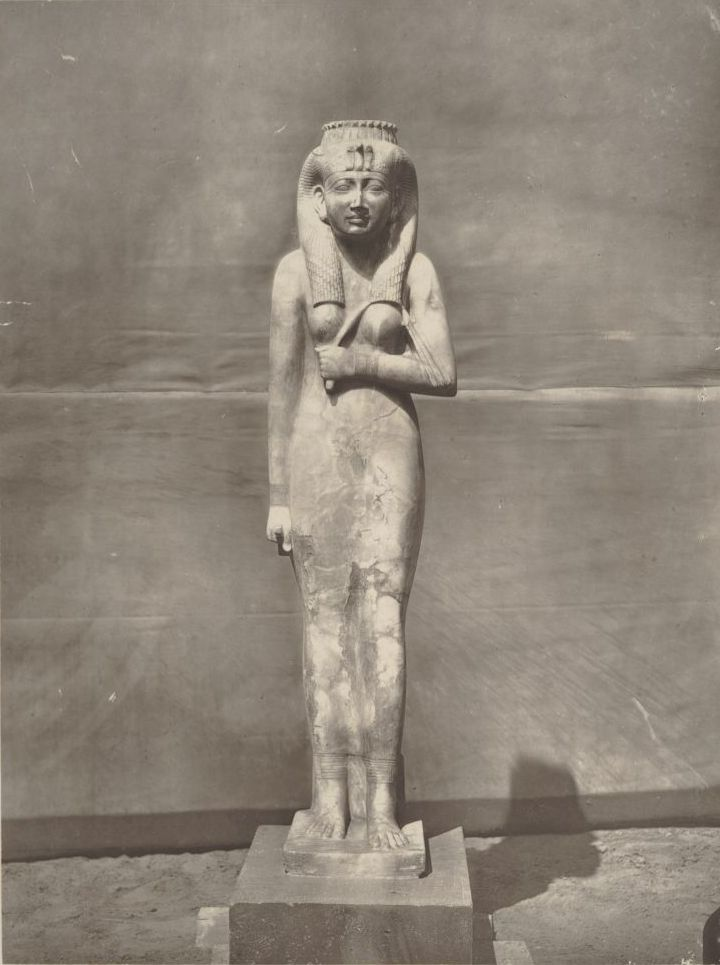
Statue d'Aménardis, divine adoratrice d'Amon. Karnak. XXVe dyn. v. 700. Albâtre, socle en basalte. Musée égyptien du Caire (Mariette, 1872)
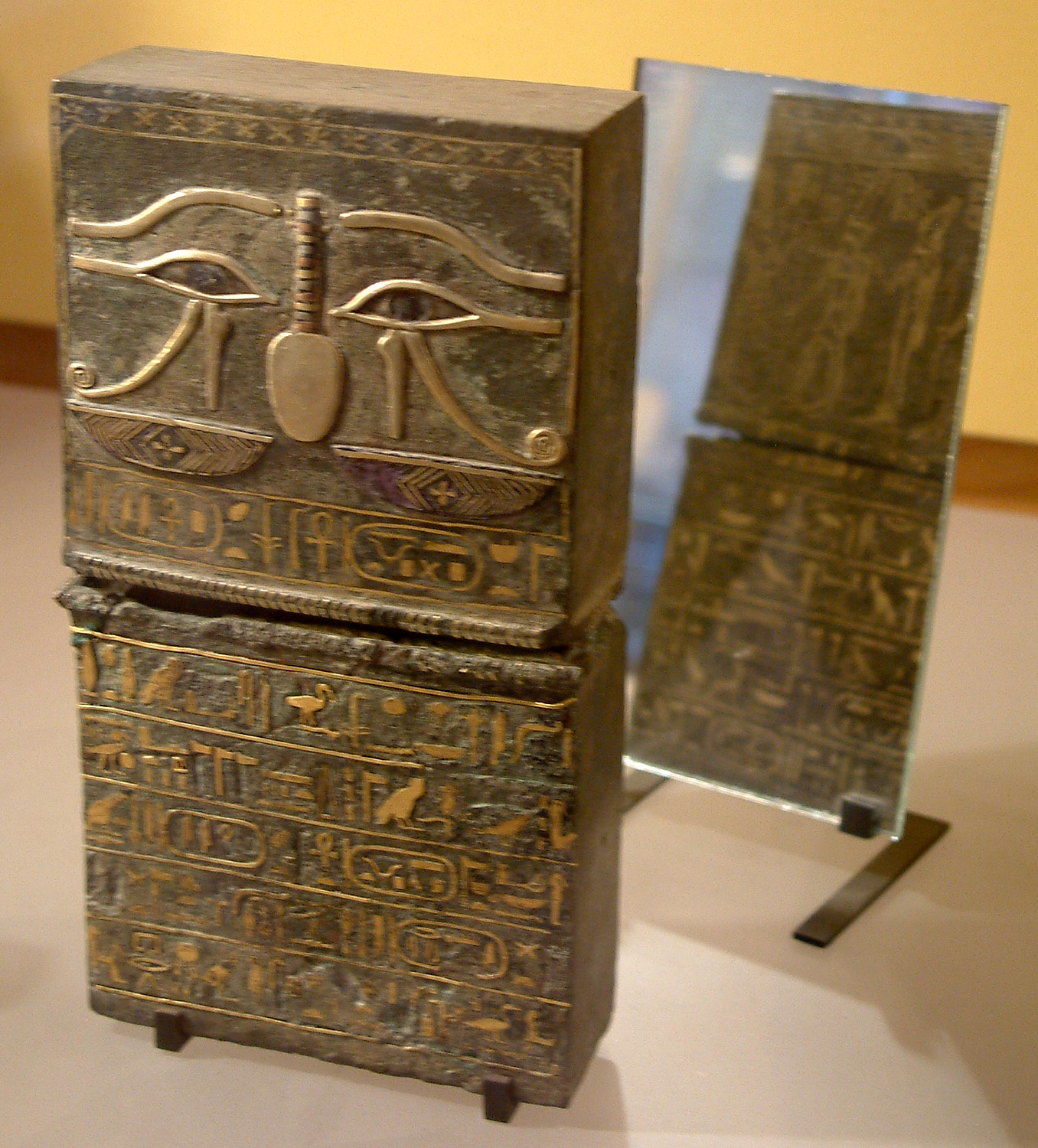
Coffret de Chepenoupet II, divine adoratrice d'Amon, fille du roi Piânkhy (roi de Napata et pharaon XXVe dyn.) Argent, bronze, ivoire, or Louvre
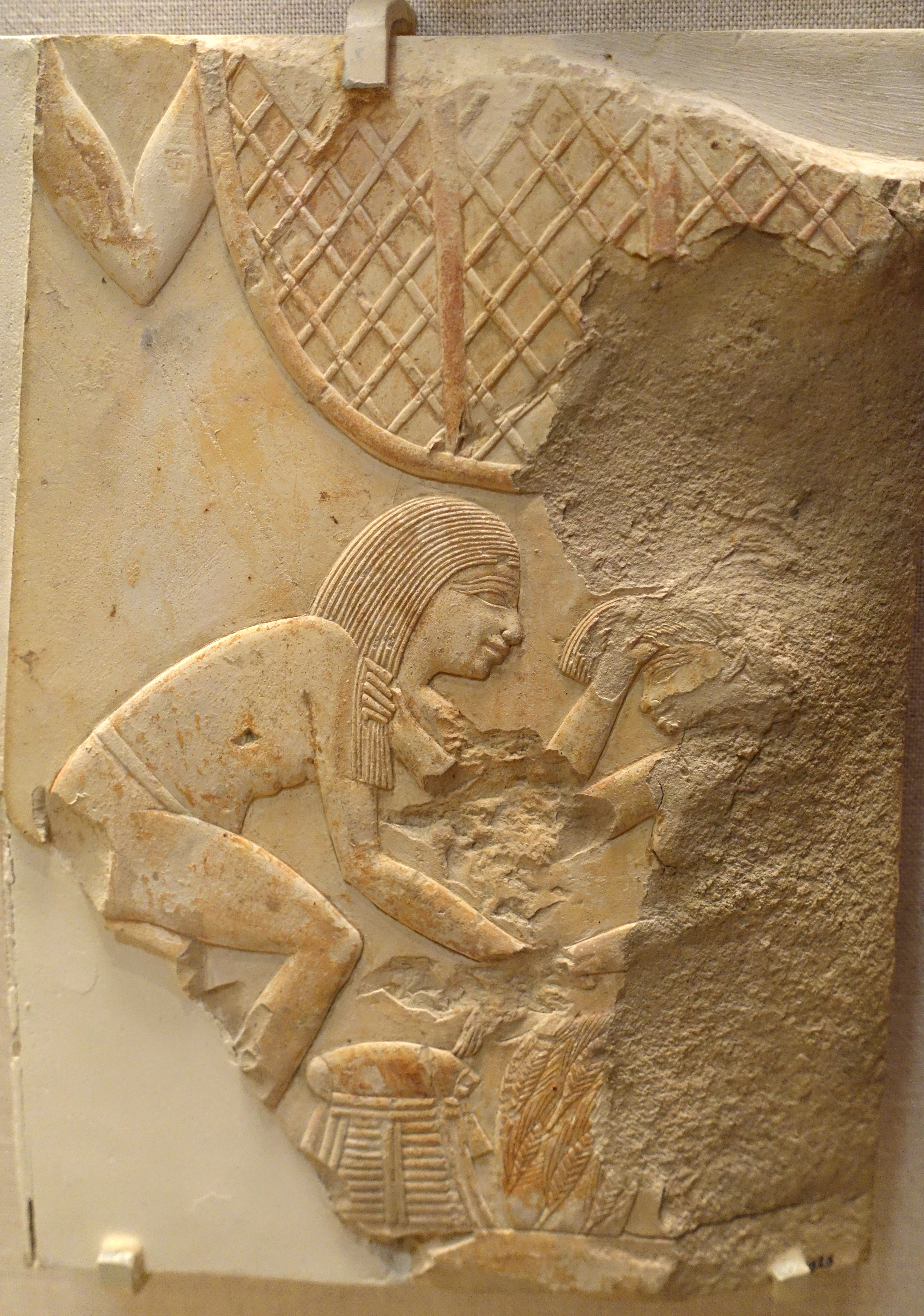
Deux jeunes filles se bagarrant dans un champ de blé. Bas-relief. Tombe de Montouemhat. Université de Chicago
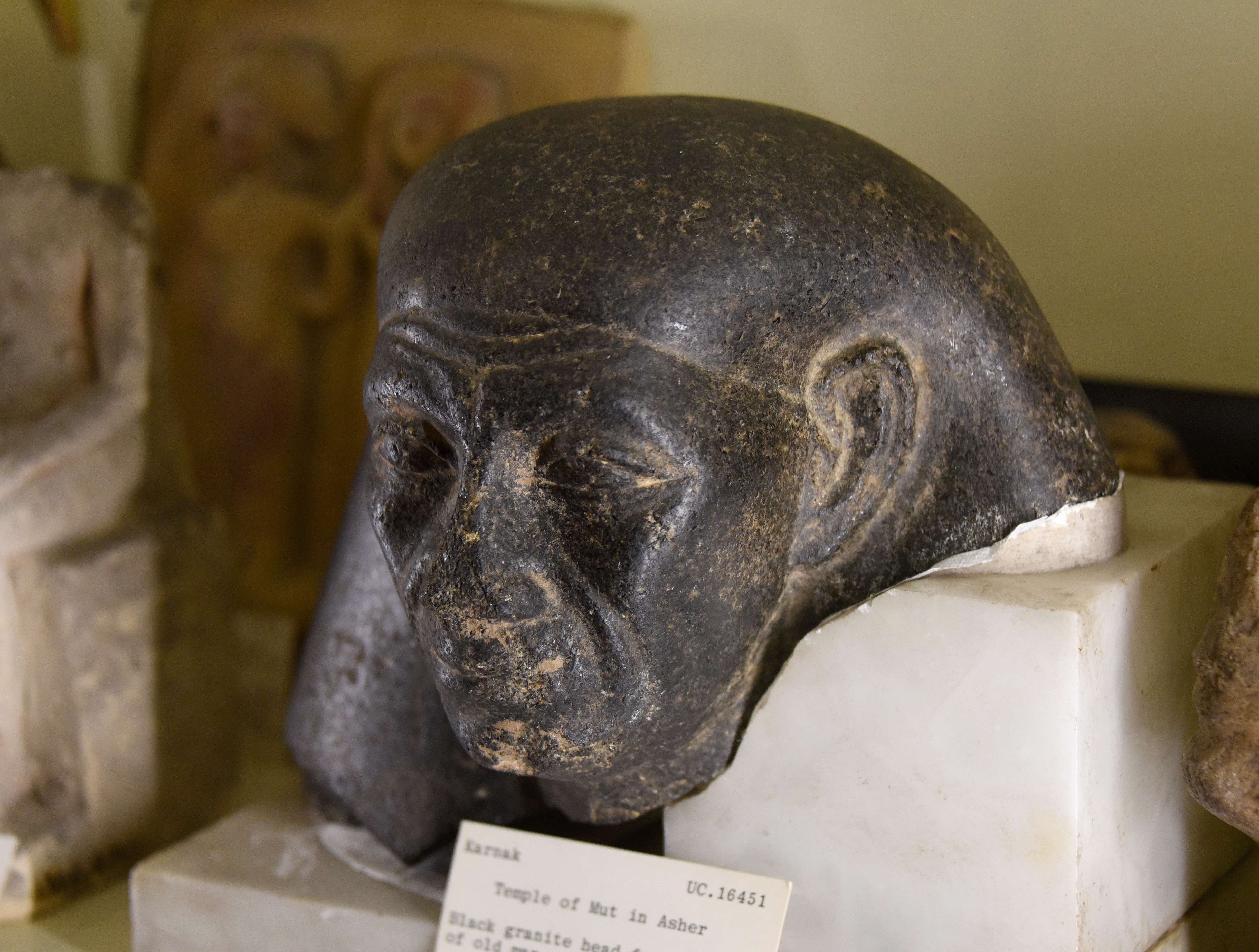
Le gouverneur du district de Thèbes (?) Montouemhat en homme âgé. XXVe dynastie. Granit noir. Musée Petrie
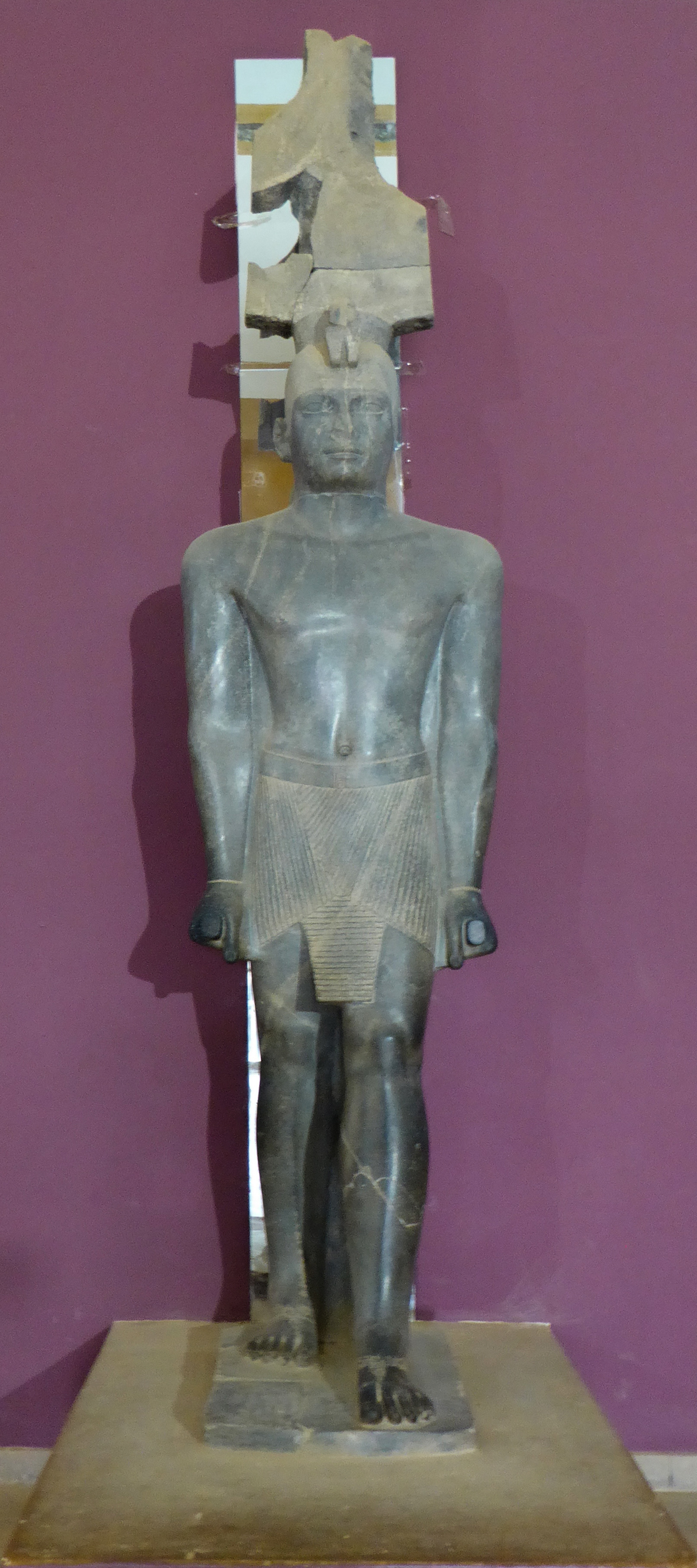
Statue colossale du pharaon Taharqa. Granit noir et traces d'or. H. env. 3 m. Musée national du Soudan